# 娛樂

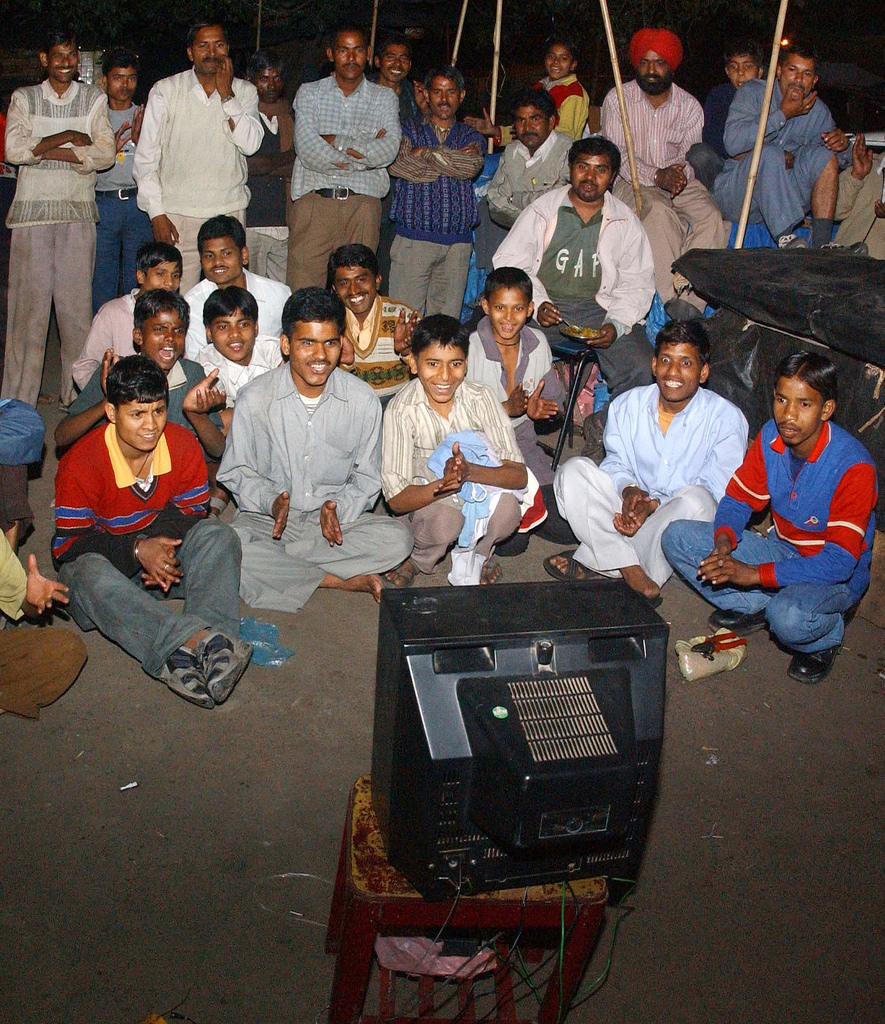
观众正在路边靠看电视转播的印度与巴基斯坦之间的板球比赛取乐。（2003年）

娱乐（英語：Entertainment）是一项能吸引观众的注意力与興趣，并让观众感到愉悦与满足的，具有快乐、解闷、放松、休闲等特征，且有别于教育和营销的活动。既可以是一个想法、一项任务，但更可能是一个活动或事件。如今，人类的娱乐已发展上千年，以为了吸引观众注意力發展。由于个人喜好差异，不同娱乐具有不同吸引力，但大多数娱乐活动都被认为具有普遍吸引力。就比如讲故事、音乐、戏剧、舞蹈和各式表演，一般娱乐几乎流行于所有文化中，它们大多出于宫闱，发展出精妙多样的技巧，终闻于市井平民。当代娱乐产业主要依靠娱乐产品的制作和销售，而这一产业的发展更加速了娱乐的大众化。为适应不同规模，娱乐发展出各种形式：可以是私人音乐服务中的自选曲库，也可以适合两个人的二人宴会，更可以是不分国别肤色、包容万千观众、舞乐恢弘的国际化视听盛宴。
娱乐总是与趣味紧密相连。尽管很多娱乐形式的目的是严肃的，就如仪式、庆典、宗教节日、或讽喻等，但人们往往可以能从中汲取欢乐，报以欢笑。因而這些嚴肅活動的娛樂背後也存在这样一种可能，即這些娱乐或可增进人的洞察力或智力。
娛樂的受众是娱乐的一个重要方面，受众是可以将自己的餘暇投入娱乐活动中的人。受众在观看比赛、歌剧、或电影的过程中，扮演了被动接受者的角色；而在参与者身份经常互换的活动中（如游戏），受众又可以是主动的。现实生活中有公共娱乐，也有个人的自娱自乐；既有劇場藝術和音樂會这类正式的、内容固定的娱乐，也有儿童游戏一样内容不固定的、自发的娱乐。大多数娱乐有逾几百年的历史，并且随着文化、科技和潮流的变迁而不断发展，比如舞台魔术。尽管电影和电子游戏使用了新的媒介，却可以回溯到讲故事、近代戏剧、和演奏音乐的传统。音乐、电影和舞蹈可以营造节日气氛，即便在节后也令人心情愉悦。
譬如公开處刑，有些活动在過去曾被认为是一种娱乐，但如今早已远离公众。击剑或射箭之类原本对一些人而言是生存必需的技能，如今已发展成为一种专业性、職業性的体育运动，同时發展出影响更大、更具广泛吸引力的娱乐形式。烹饪等生活行为在过去也是生存技能，现在也成为一些专业人士参加的公开表演，有些還登上舞台、成为国际赛事，以娱乐的形式传播出去。因此某些群体或个人的娱乐活动可能会是另外一些人的正式工作。
娱乐的常见形式可以跨越不同大眾媒体，通过创意再融合展现出无限潜能。这也確保了众多娛樂主题、形象和结构可以保持一致性和持久性。此外，娱乐亦會涉及意識形態，通過資訊來灌輸資訊和價值觀。

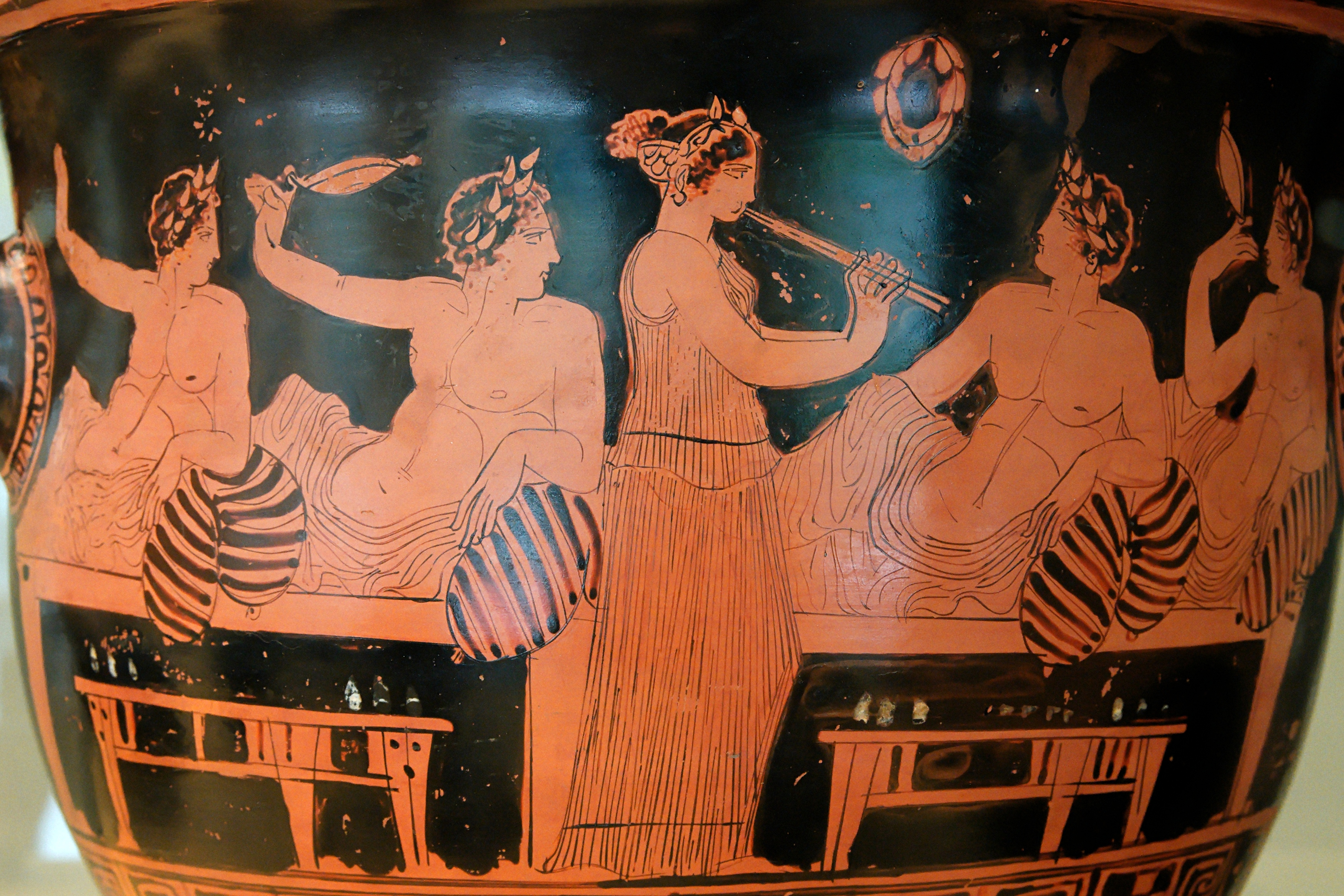
宴饮者在玩kottabos，女孩在吹奏阿洛夫斯管，古希腊（约公元前420年 ）宴会与奏乐自古以来就是重要的娱乐方式

## 心理学与哲学
娱乐有别于教育和营销，尽管后两者深知如何利用娱乐的吸引力以达成其不同目标。学术界深知娱乐的重要影响，而反過來愈发成熟的娱乐也影响到包括博物馆学在内的一些学术领域以及其它领域的实践活动。
心理学家认为传播娱乐的目的是“获得乐趣” 。除“獲得樂趣”外，娛樂通常不会有其他效果；除去体育竞技类娱乐项目的最后比分外，也沒有一些利益效應。这和教育（把增进理解和帮助人们学习当作目标）与市场营销（鼓励人们购买商业产品）形成了对比。不过，当教育也力图“寓教于乐”，而當娱乐与市场营销的结合在获得教育意义的同时，他们之間的界限也就变得模糊起来了。这类混合体常以新词“教育娱乐”或是“资讯娱乐”闻名。有关娱乐和学习的心理学理论已在以上的领域得到了应用。 某些“寓教于乐”的尝试是结合两者长处的最佳应用 有些人也会取乐于别人的创痛失意（幸灾乐祸）。
除了给予愉悦感，娱乐也可以为受众提供某些深刻体验。娱乐可能精巧将某些普遍的哲学话题设计进其表现力，如“生命的意义是什么？”“其于人有何意义？”“什么是我所应为的？”“我们如何认识我们的认识？”这类问题催生了很多剧情桥段，存在于很多故事、电影、戏剧、诗歌、经典、舞蹈、动漫或游戏的形式中。以戏剧为例，在威廉·莎士比亚感人至深的《哈姆雷特》中，角色们用诗歌表现了这些哲学关怀；又如《黑客帝国》 对知识的本质的深入探讨；这些作品也并将思想传播到世界各地。長篇小說博得读者欢心的同时，也为展现这类深刻主题提供了更广阔的视角。其中，《银河系漫游指南系列》因为其对哲学问题生动而富创造性的趣味探索而被改编成各种形式：最初只是一档喜剧类电台节目，因为太受欢迎而被改编为小说、电影、电视剧、舞台剧、漫画、有聲書、密紋唱片、冒险游戏、网络游戏等。有不少广为流传的梗皆出于此（参见《银河系漫游指南》短语），相关作品还被译成多种语言，涵盖了生命的意義、娱乐伦理学、人工智能、多重世界、上帝、哲学方法论等话题。

## 历史

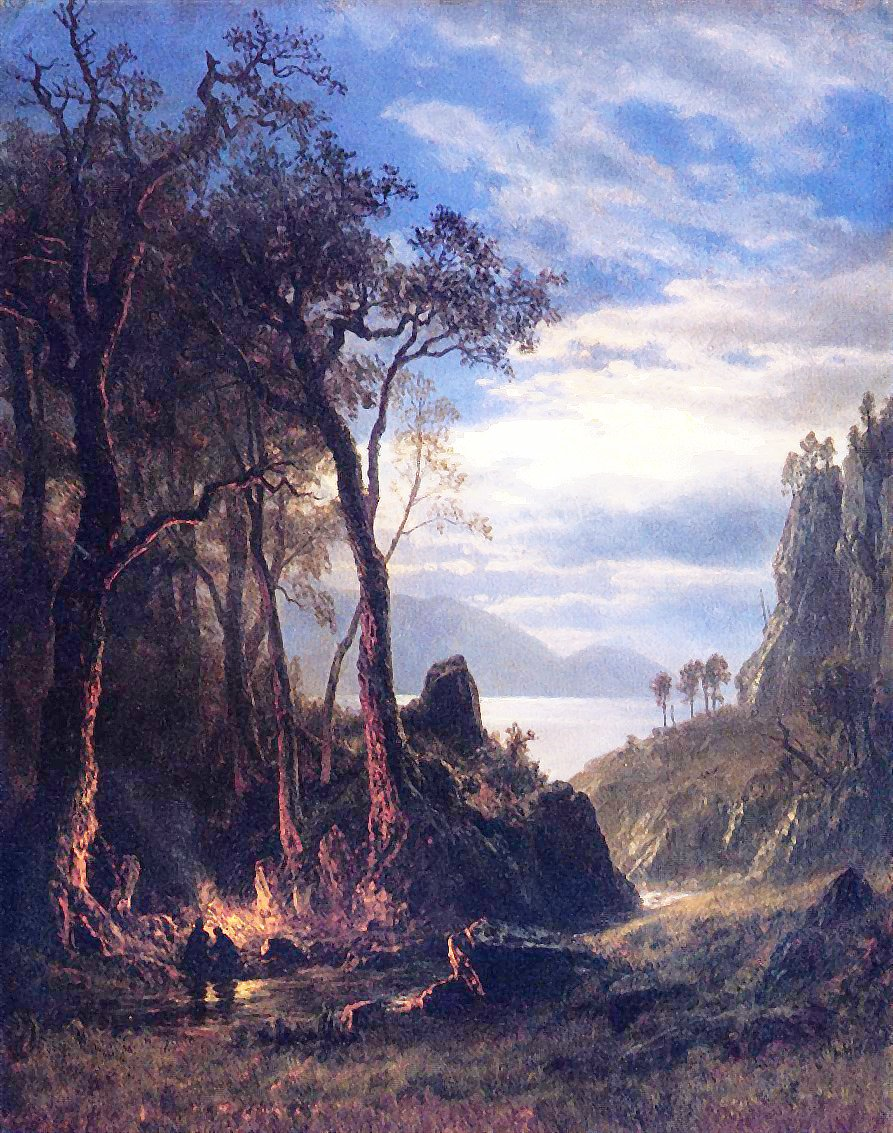
围坐在篝火旁讲故事是一种常见的娱乐形式
阿爾伯特·比爾施塔特 《篝火》

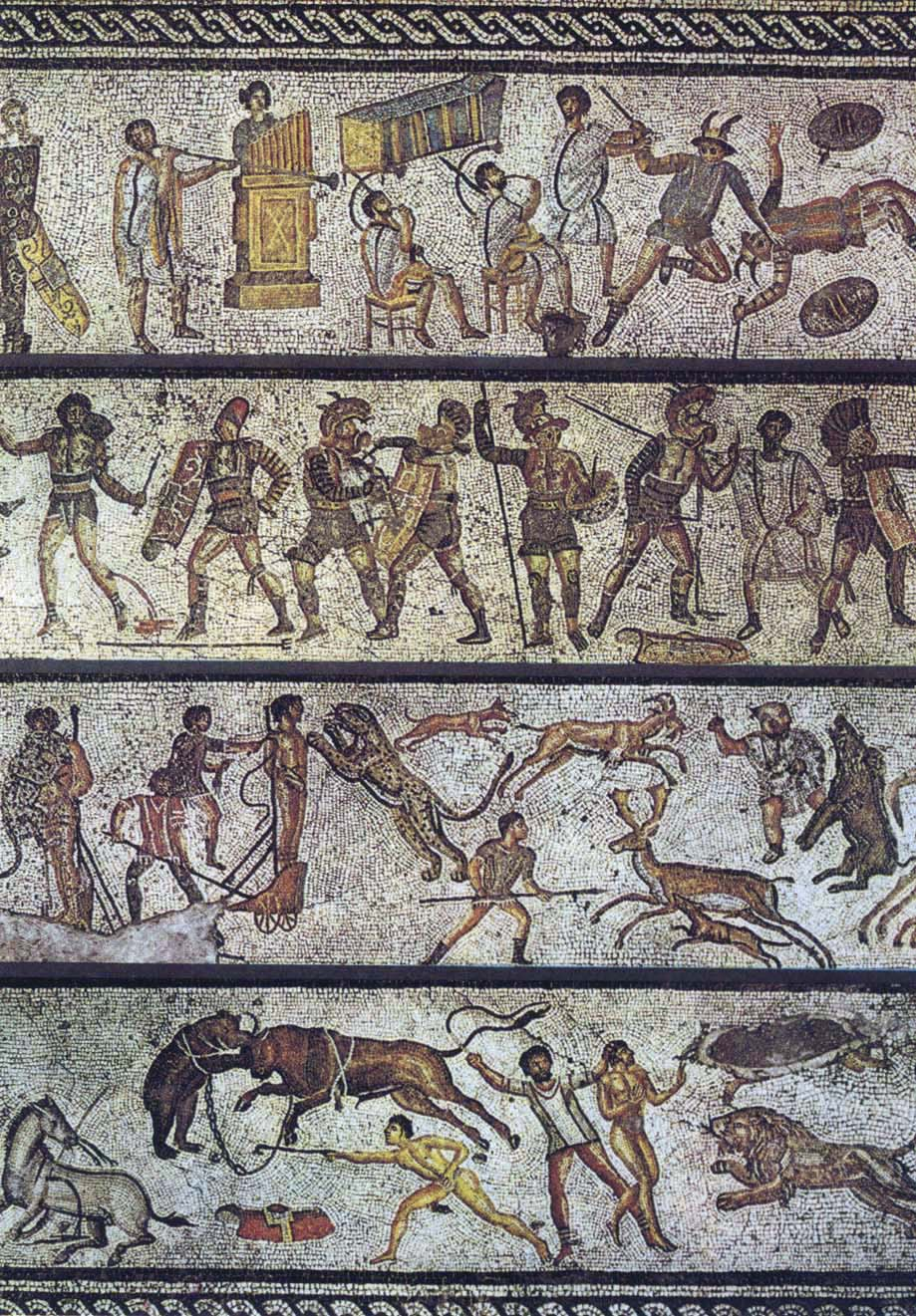
镶嵌画展示了罗马从1世纪开始就流行的角鬥士游戏

讲故事使用的大多仍是一些古老的手法，这些手法利用言语、图像、声音和手势来交流经历、表现事物。讲故事不仅是将文化价值观、传统和历史代代传承的手段，还一直是娱乐的重要组成部分。尽管岁月变迁，讲故事的形式却保持其初始的形态，例如人们在露营时依旧会围坐一起听故事，游人在旅游时会倾听那些来自不同文化的故事。现有最早的系列故事，如今早已写进书籍当中，但最初毫无疑问是口耳相传的，而它们作为娱乐的力量恰恰是源自那些我们在如今的电影和小说中同样可以欣赏到的元素。
讲故事一直朝着“多样化”发展演变 。包括讲故事在内的许多娱乐活动，尤其是音乐和戏剧，虽然为人所熟悉，但早已经发展出各式形态，以满足不同个人旨趣及文化表达的需求。很多类型则需要其他类型的支持和融合。例如，讲故事、戏剧和宴会通常需要音乐来渲染氛围；运动和游戏会加入其他活动来增加其趣味。有些已经演变成为专业而不可或缺的运动竞争项目（例如跑步和跳跃）。据说，撑杆跳高“可能起源于荷兰，荷兰人使用长杆跨过宽阔的河流，这样就不用磨损木底鞋走几英里以到达最近的桥梁”。还有人认为撑竿可能起源于战争中使用撑杆来越过堡垒高墙。 这种运动设备变得愈加精致高雅。譬如最初的撑竿是由梣树、山核桃属或者榛属的木头制成的，到19世纪时则使用竹子，到了21世纪时则使用碳纤维制成 。其他活动，例如踩高跷，在21世纪的马戏团表演中仍然可以看到。角斗士战斗流行于罗马时代，同时也被称为“角斗士游戏”，这也是同时结合体育、惩罚、娱乐元素的活动的一个范例。
娱乐会在文化或历史的转变中发生变化。例如，狩猎野生动物从迦太基被引入到罗马，并成为受欢迎的公共娱乐活动，也带动了野生动物的国际贸易。
娱乐也会受到战争与革命之类社会动乱影响，演化为不同形式。例如文化大革命中国共产党推广的革命样板戏，还有第一次世界大战，大萧条，俄国革命也都对娱乐造成了影响。
时代、时尚、文化、科技和经济等因素一直持续影响着娱乐，也对休闲娱乐的形式和地点产生相对较小的改变。例如，一个以戏剧形式叙述的故事可以在露天剧场、音乐厅、电影院和影城中呈现，或者通过更先进的技术手段呈现，比如平板电脑。受众大多都在专门建造的建筑欣赏娱乐活动，比如剧场，礼堂或者体育场中。西方世界最富盛名的娱乐场所之一，罗马斗兽场，在公元80年代呈现了一场百日游戏，5万观众在这里“享受”了这场血腥的舞台竞技。盛景、比赛、竞速和运动曾在这样一个专用建筑里以公共娱乐的形式呈现给观众。而如今为了满足全球观众日益繁复的需求，不断有新的体育场开始建设。

### 宫廷娱乐

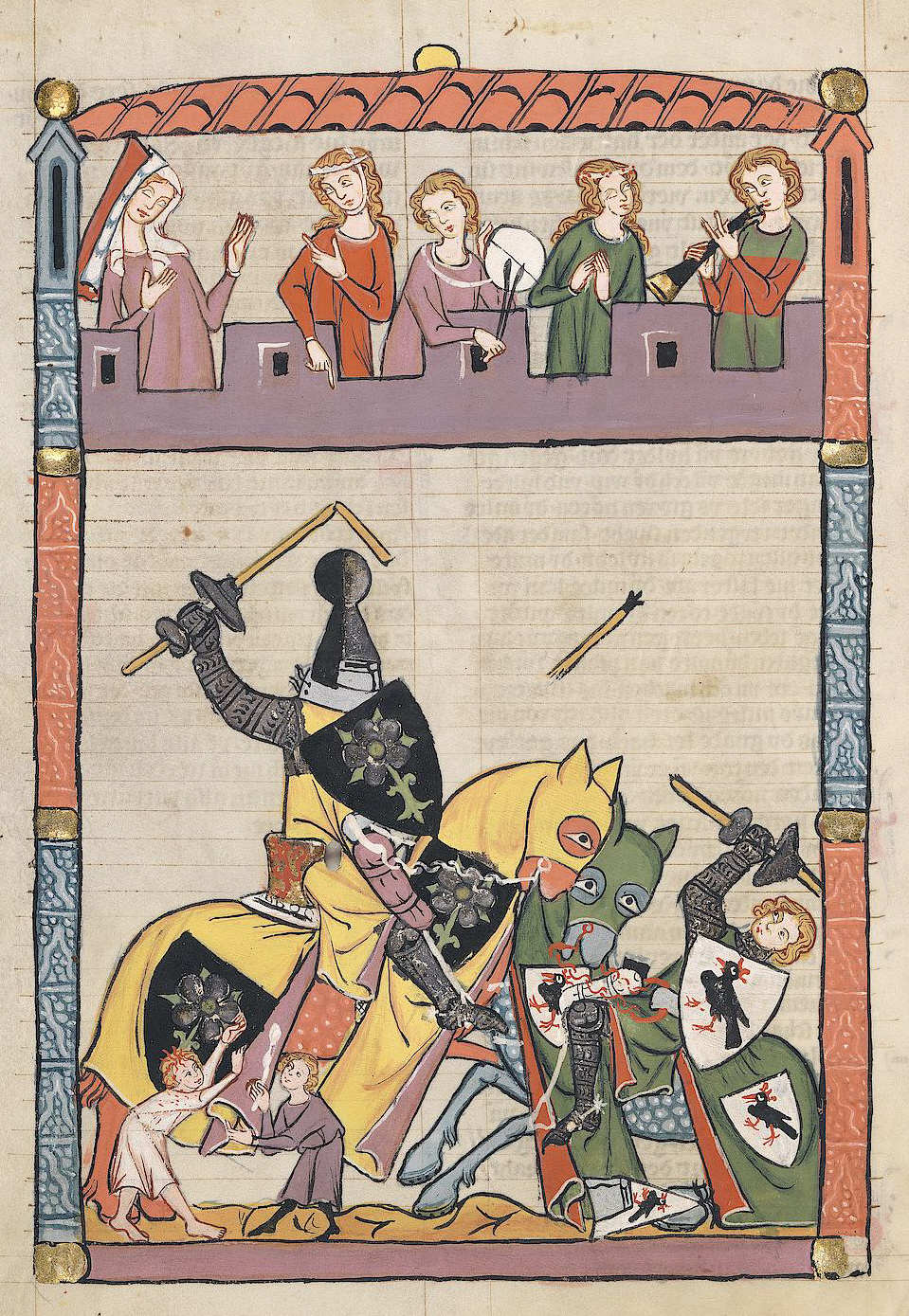
在观众和音乐家前的骑士比武大会（十四世纪）

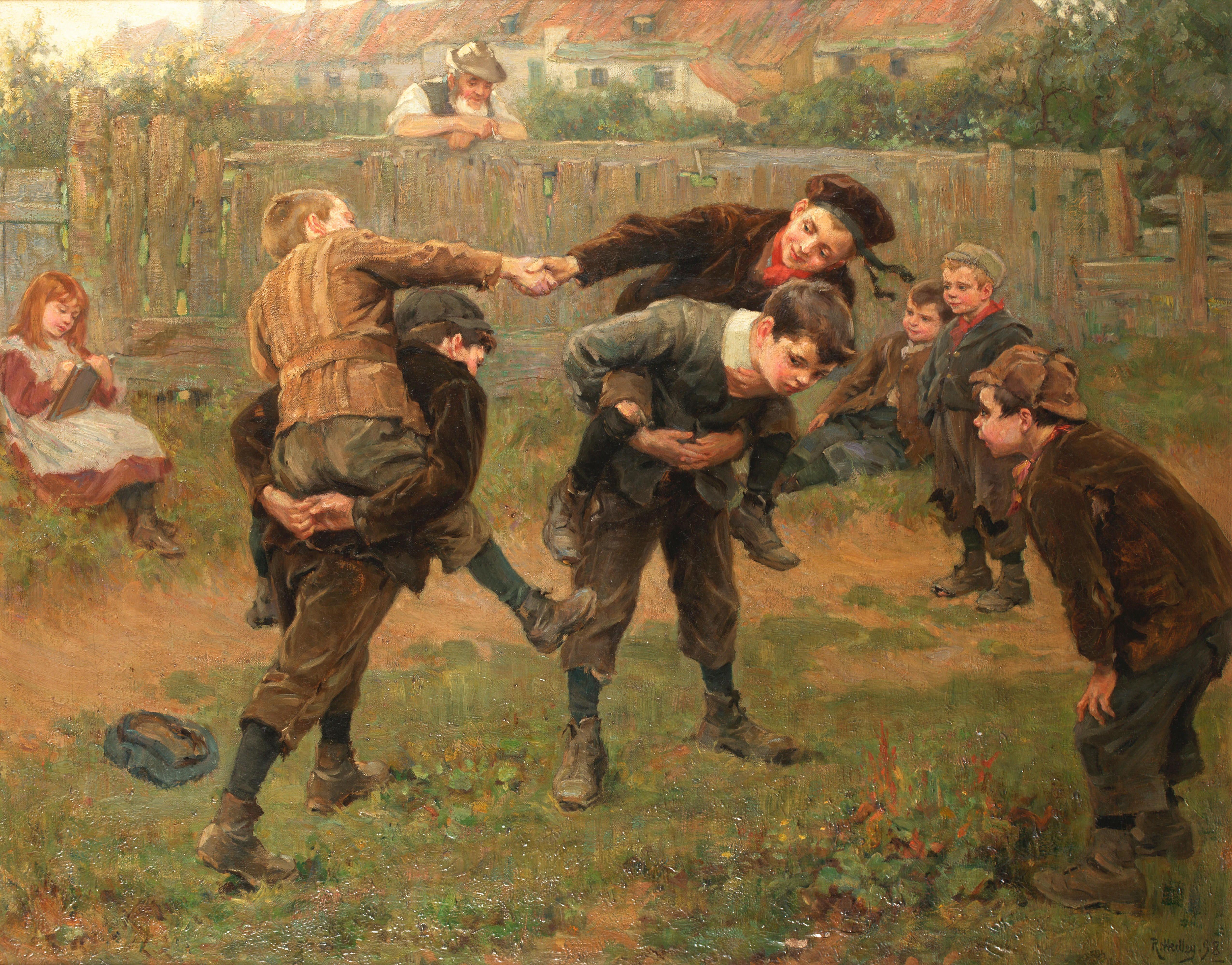
Ralph Hedley作《比武大会》，孩子们正在模仿中世纪骑士的娱乐活动（1898）

帝国皇室和宫廷为专业艺人提供培训的场地和支持，不同的文化以不同的方式营造宫殿和城堡。例如，在玛雅文明城市中，舞台往往就在宫殿前的大型广场上，人群会聚集于斯或在不远处指定的地点观看。宫廷娱乐也会横跨不同的文化，例如，杜尔巴被莫卧儿人引入印度，然后传入大英帝国，并依然遵循着印度传统：机构、头衔、风俗习惯、摩诃罗阇和納瓦卜的仪式等等。 在朝鮮半島，宫廷舞蹈作为一种娱乐最开始出现在宫廷宴会。
宫廷娱乐常常會由宫廷走向普羅平民的流行。韩国的“蒙面舞劇”也就是这样，最初只是乡村萨满教的仪式，最终成为普通人的娱乐形式。 又如莫卧儿帝国的納爾屈舞者最初只在印度宫廷殿宇中演出。相似地還有就是从宗教仪式到世俗娱乐的轉變，例如古代高丽王朝的儺禮，“最初是纯粹的宗教仪式，只是結尾是世俗的”。以前的宫廷娱乐活动，比如中世纪的马上长矛比武，也在儿童游戏中留存下来。
在拜占庭帝国中的宫殿中，尤其是上层阶级的娱乐活动，至少在科穆宁王朝时期，要求严格区分性别：在举行如招待会和宴会的一些娱乐活动时，男性和女性是嚴格分开的。
朝堂仪式、宫廷聚会还有与之相关联的宏大场面不仅被用来娱乐， 还被用於展示财富与权力。此類事件可以加强统治者与被统治者的关系；在當权者与无权者间， 以“将普通家庭与统治者之间的种种差别以戏剧形式表現出來”。无论是在传统宫廷还是在现代意识中，这种情况都是差不多的，像是1997年的香港回归仪式中，宴会、嘉年华、烟火、节日表演、和艺术展被集中體現政权更替。宫廷仪式就是服务于皇室和大臣的典型，同時也“为了主人和来取悅访高官”。高丽时代，宫廷也会有传统舞蹈。在苏丹，曾是“有权力的长官的宫廷管弦乐队的一部分”的所谓“缝鼓”和“话鼓”有着多种用途：它们被用来制造音乐；在仪式中“说话”；记录社群大事；传递长距离的信息；还有呼唤人们狩猎或者战争。
宫廷娱乐也展现了表演者与观众的复杂关系：个体可能同时具有娱乐者和观众的一部分的身份，有时他们的身份还会在一次娱乐中互换。在凡尔赛宫的大厅，“成千的大臣，包括居住其中的男男女女，都在每天的典礼中分饰表演者和旁观者的角色，并以此保护他们的身份地位。
像由皇室参与的宫廷娱乐，比如说加冕礼和婚礼，就为同时取悦贵族和人民提供了机会。举例而论，办得极好的1595年伊丽莎白一世的入世日的庆祝活动中的锦标赛、枪术比赛以及其它诸如此类活动“不仅展现在全体盛装出席的宫廷集体，也展现在为一个好日子的娱乐活动而饥渴难耐的数千伦敦人前。本日在怀特霍尔宫的斜场的一系列活动入场费定价十二个硬币。”

### 公開處刑

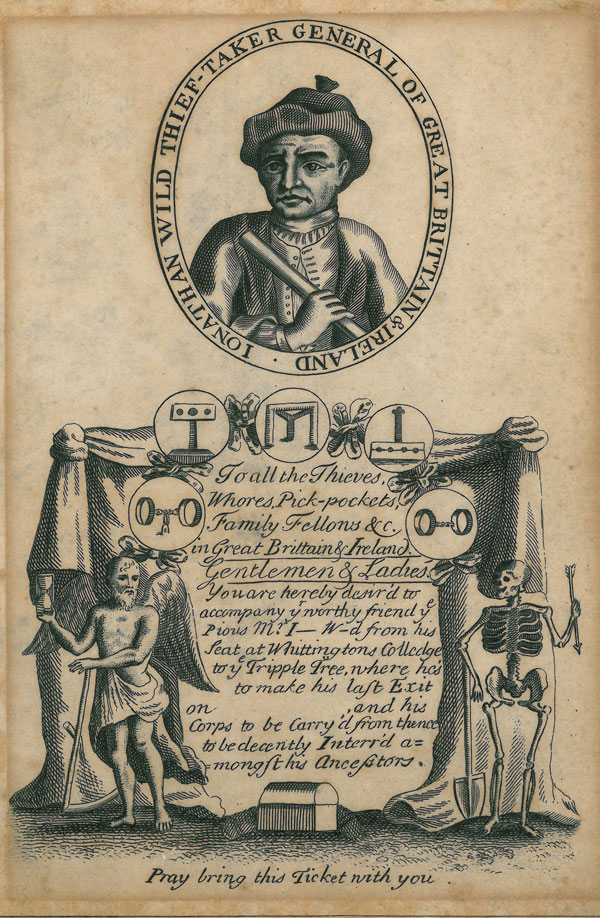
強納生·威德（1725年）的处决令

尽管大多数娱乐形式随着时间而遷移演變， 但是一些过去曾经流行过的形式已经不能再被大眾所接受。例如欧洲早期的几个世纪里，观察或参与惩罚犯罪分子或無家可歸者的行刑过程是一种為大眾接受並较受大眾欢迎的娱乐活動。在以前，還有许多當眾羞辱行为也在一定程度上為公眾提供了一些娱乐。即使是一些极刑如绞刑或者斬首，虽然實際上是一種對公眾的公開警告，但很多情況下也被视为一种娱乐。另外還有一些持续时间更长的极刑，例如 石刑和掛拉分，也成为了一种更大型的公众娱乐活动。正如歷史學家所描述：“绞刑是一种狂欢节，无论是失业者、市民、资产阶级或好奇的贵族，都可以从马车上或租一间屋子来观看。”作为一种娱乐活动，公開處刑一直持续直到19世纪，那时 “一些隆重的公开绞刑活動遭到了一些文学家或哲学家的厌恶”。 包括查尔斯·狄更斯和威廉·梅克比斯·薩克萊都在1840年写有关纽盖特监狱施行绞刑的文章，希望“教导更广泛的公众，認同处决是一种变态淫秽的娱乐”。

## 儿童

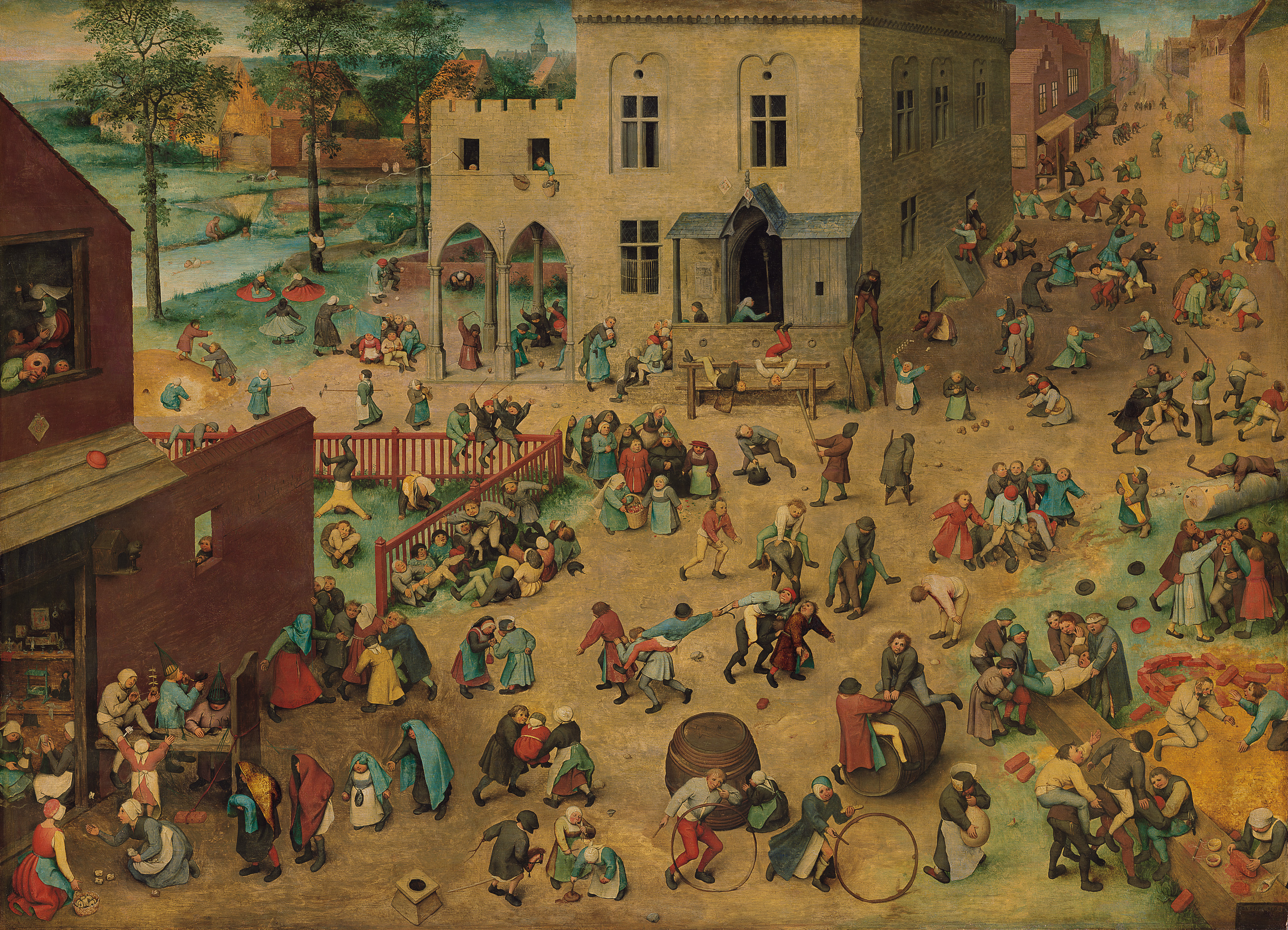
老彼得·勃鲁盖尔的畫作《儿童游戏》（1560年）

儿童的主要娱乐活动是玩耍， 这对他们的成长和学习意义重大。成年人也可以提供或传授一些吸引他们的娱乐活动，例如木偶戏、小丑表演、哑剧和卡通等。这些也通常是成年人所喜欢的。
儿童总是在玩耍着。玩耍对于儿童不仅是种娱乐，还能有助于他们的身心发展。画家老彼得·勃鲁盖尔于1560年完成了他的画作《儿童游戏》，这是一幅展现孩子们玩耍内容的著名油画。根据画作展示的内容，大概能知道那个年代的孩子们玩耍的是些什么游戏。其中的有些游戏，例如弹珠、捉迷藏、吹肥皂泡还有“骑小猪”等等，一直延续至今。

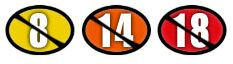
分级制度示例：按照适合的年龄分段（以色列）

大多数娱乐经过部分调整，都可以更適應儿童需求，符合儿童兴趣。自20世纪以来，人们认为儿童的心理发育分为不同阶段，而且他们的能力和成人是不同的。这种认识始于斯坦利·霍尔，让·皮亚杰则对其进行了更深入的研究和发展。霍尔“推崇把对发展理论的研究和心理学实验室的建立联系起来”， 虽然总有人批判霍尔的学说和理论，但他的学说和理论在心理学领域仍然占据着重要的地位；皮亚杰“发现认知发展的过程与生理发展的过程具有相似性”。 基于这类心理学研究得出的理论，人们开始专门为儿童受众创作故事和活动，应用于书籍，电影，以及电子游戏中。在数字娱乐日益兴起的背景下，一些国家对儿童心理发展的特殊需求做出了响应，制定出了诸如电视分级制度的相关行业标准，以便更好地引导大众和娱乐产业。
在21世纪，与成人网络产品一样，许多网上娱乐对儿童触手可得。这较先前的时代形成了重大的改变。儿童在室内面对屏幕的玩耍时间更长了，在室外接触自然的时间更少了，这样的现象引来了人们对网络娱乐的批评，人们认为网络娱乐对儿童想象力的培养，成人认知，以及心理健康有着消极影响。

## 形式

### 宴会
从古至今，举办宴会就一直是娱乐活动。直到21世纪，在宴会中依然保留着一些传统的作用——给客人留下好的深刻印象。
取悅來訪者，尤其是那些重要來賓（4、6、9）；款待客人（2、3、4、8）；进行娱乐活动如音乐或舞蹈，或两者兼而有之（2、3）。在宫廷中宫廷娱乐是不可或缺的一部分（3、4），帮助艺人磨炼自己的技艺（2、3），也成为庆祝活动的重要组成部分。婚礼（7），生日（10）政治事件（5）以及军事活动或胜利（6）宗教义务（1）。在现代，宴会是商用，例如，在餐馆（10）和结合性能晚餐剧院。专业厨师的烹饪也已成为一种娱乐形式，即厨艺表演，也在一定程度上成为了一种供人娱乐的方式，比方法國的世界烹飪大賽。
- 1 画中的描绘的是一个古埃及-底比斯的宴会
- 2 拜占庭帝国的宴会会展示音乐家和各种乐器（1204–1453）
- 3 查理五世[需要消歧义]的宴会，讓·富凱绘
- 4一场宴会，其中有一只1507年Mirzas送给Babur烤鹅，这幅微型画创作于约1590年
- 5 庆祝明斯特和约的签订（1648年），由巴斯勒莫斯・范・德・赫斯特绘
- 6 阮福映在胜利宴会上庆祝越南独立运动的成功（绘制于18世纪晚期）
- 7 一个有众多地主参加的俄国农民婚宴,绘制于18世纪晚期
- 8 埃塞俄比亚国王萨勒塞拉西的宴会大厅（Johann Martin Bernatz在1852年绘制于伦敦）
- 9 乔治四世在西敏寺的加冕宴会（1821年7月19日）
- 10 人们正在一个宴会厅里面庆祝生日（中国，2012）

### 音乐

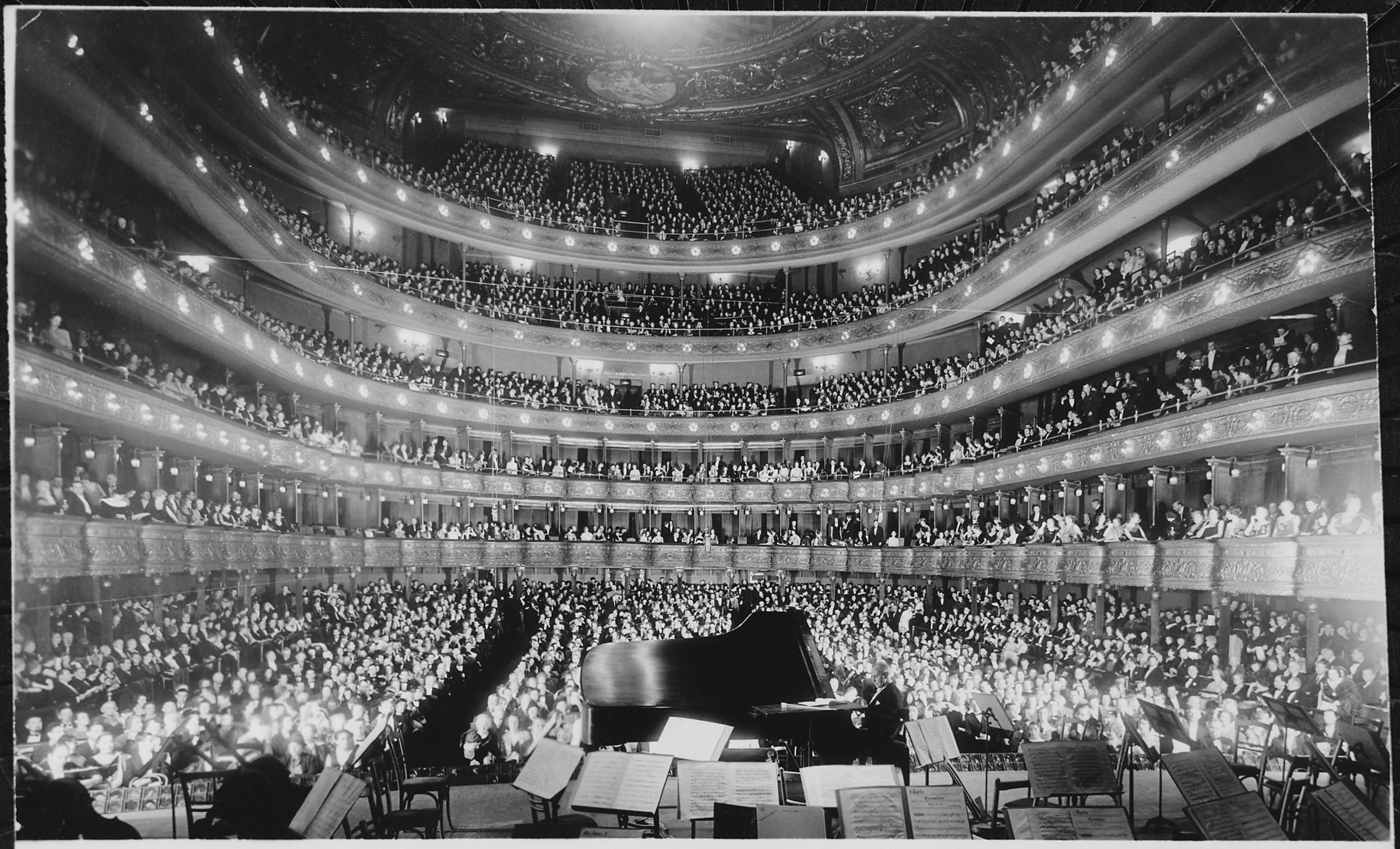
纽约大都会歌剧院座无虚席，等待音乐表演开始（1937年）

音乐是大多数娱乐活动的基本成分，也是表现形式之一。例如，音乐被用来增强叙事情感，在舞蹈（1，4）和戏剧中不可或缺，还经常被用于戏剧或戏剧电影。
音乐本身也是一种普遍和受欢迎的娱乐方式，它本身也是一种表现方式，如音乐会（2，4，5，6，7，8，9）。依节奏、乐器、表现方式和风格的不同，音乐可分为古典、爵士、民谣（4，5，8）、摇滚、流行音乐（6，9）或传统音乐（1，3）。20世纪以来，演唱音乐只提供给能支付表演者演出费用的受众，娱乐业则向个人低价提供播放或预售服务。
无论演奏者是独奏者（6）、合唱团（2）还是管弦乐团（5，8），无论是否有人为的后期制作（6，7，9，10），各种各样的表现方式都属于音乐的范畴（3）。现场表演使用的这些场地有着大小、贵贱和室内外之分，也导致了观众对艺术家的期望及其所发挥的作用不同。例如，一些观众喜欢安静欣赏音乐，神会其内涵（5，8）。其他观众则喜欢现场表演的气氛并乐意参与其中（7，9）。大部分时候，听众选择通过欣赏预录制音乐进行娱乐（10）。
音乐按照乐器可以分为声乐（2，6）和器乐（1，3），或者声器乐结合（4，5，7，8）。无论声乐还是器乐，艺术家都可以单独演奏，或以团体的一部分参与演出；反之，观众可能是独自一人（10）、路人（3）、几个人（1，2）或一大群人（6，7，8，9）。虽然有些形式，特别是无伴奏合唱和泛音没有伴奏，但一般歌曲有乐器伴奏。现代音乐会经常使用各种特殊效果及相关表演，并伴有歌舞表演（7）。
- 1 用来伴舞的传统乐器（1949年摄于西藏）
- 2 儿童合唱团正提供音乐娱乐（俄罗斯，1979年）
- 3 合唱团正在巴黎地鐵中为旅行者表演
- 4 一位鼓手正在演奏Boduberu（英语：Boduberu）（马尔代夫的一种乐器）
- 5 教会学理论背景下演奏的合唱队和管弦乐队（意大利，2008年）
- 6 当代的观众坐在古代的露天体育场中（2009年摄于希腊）
- 7 一场配备3D增强效果舞台的音乐会（2010年摄于新加坡）
- 8 在音乐厅里的观众（荷兰，2010年）
- 9 在音乐会中人群冲浪（法国，2011年）
- 10 一位女子正通过耳机独自聆听音乐（2010年摄于俄罗斯）

### 游戏
游戏通常是为了娱乐，但有时玩游戏也是为了获得成就感或物质回报。根据不同的游戏的玩法，游戏既可以单独玩、和他人一起玩，又可以在线玩; 不论是业余玩家还是电子竞技玩家都可以在一起玩游戏。玩家也可以作为旁观者观看游戏的比赛，比如观看国际象棋锦标赛等比赛时。
游戏器具因游戏不同而不同。像棋盘类游戏，如围棋、象棋或西洋棋等，都需要棋盘和棋子。目前已知最古老的棋盘游戏，是古埃及法老图坦卡蒙发明的塞尼特。纸牌类游戏，如扑克、桥牌和惠斯特牌，向來是朋友之间的晚間娱乐，而这些游戏仅仅需要一副扑克牌。其它游戏，如Bingo游戏则需要特別组织，而旁观者可以通过下注参与游戏。也有許多兒童遊戲，可以然孩子們在户外玩耍，包括跳房子、捉迷藏或瞎子摸人。球类运动的种类则相当地广泛，包括棒球、草地滚球和彩弹，還有许多球类體育項目。这些游戏方式锻炼技能，滿足了健身需求。体育游戏可以提高运动技能，增強身体素质。而像诸如像数独的数字游戏和魔方之类的益智游戏则在一定程度上可以发展游戏者的智力。
电子游戏使用控制器和屏幕与玩家交互。部分电子游戏也可以在在线玩，玩家通過網路远程参与。從二十世纪下半叶開始，这类游戏的数量大大增加，为世界各地的玩家提供了新的娱乐方式。电子游戏在韩国等东亚国家很受欢迎。
- 国际象棋 
 一种智力游戏
- 跳房子 
一种体育游戏
- 电视转播中的《星际争霸》游戏比赛 ，一种电子游戏。

### 阅读
閱讀长久以来都是人们的娱乐之源，相较之其它形式，其相对廉价、更易获得。正如培根所言，“读书可以怡情，可以长才，可以傅彩”：即便是有些严肃著作，读者也可以从中汲取乐趣，排解生活中的烦恼。而很多故事和信息都是通过口语或者语言表演的形式传承下来；但随着时间演变，文字成为了更好的传承手段 。而印刷术、造纸术的产生，更是进一步降低了阅读的所需成本，也提高了阅读对大众的吸引力。此外，随着科技的发展，书籍的质量越来越高，排版、印刷、装订也越来越精致，所以“阅读不再是以前那种痛苦的理解过程，转而成为了一种纯粹的乐趣”。 到十六世纪，阅读的乐趣已在欧洲深入人心。
有些文学体裁纯然为娱乐而生，部分或全部服务于娱乐。例如，五行打油诗运用其韵律格式来制造幽默，娱乐众人。另外，像《惊险岔路口》这样互动式的游戏书则允许人们亲身参与到文字娱乐中。

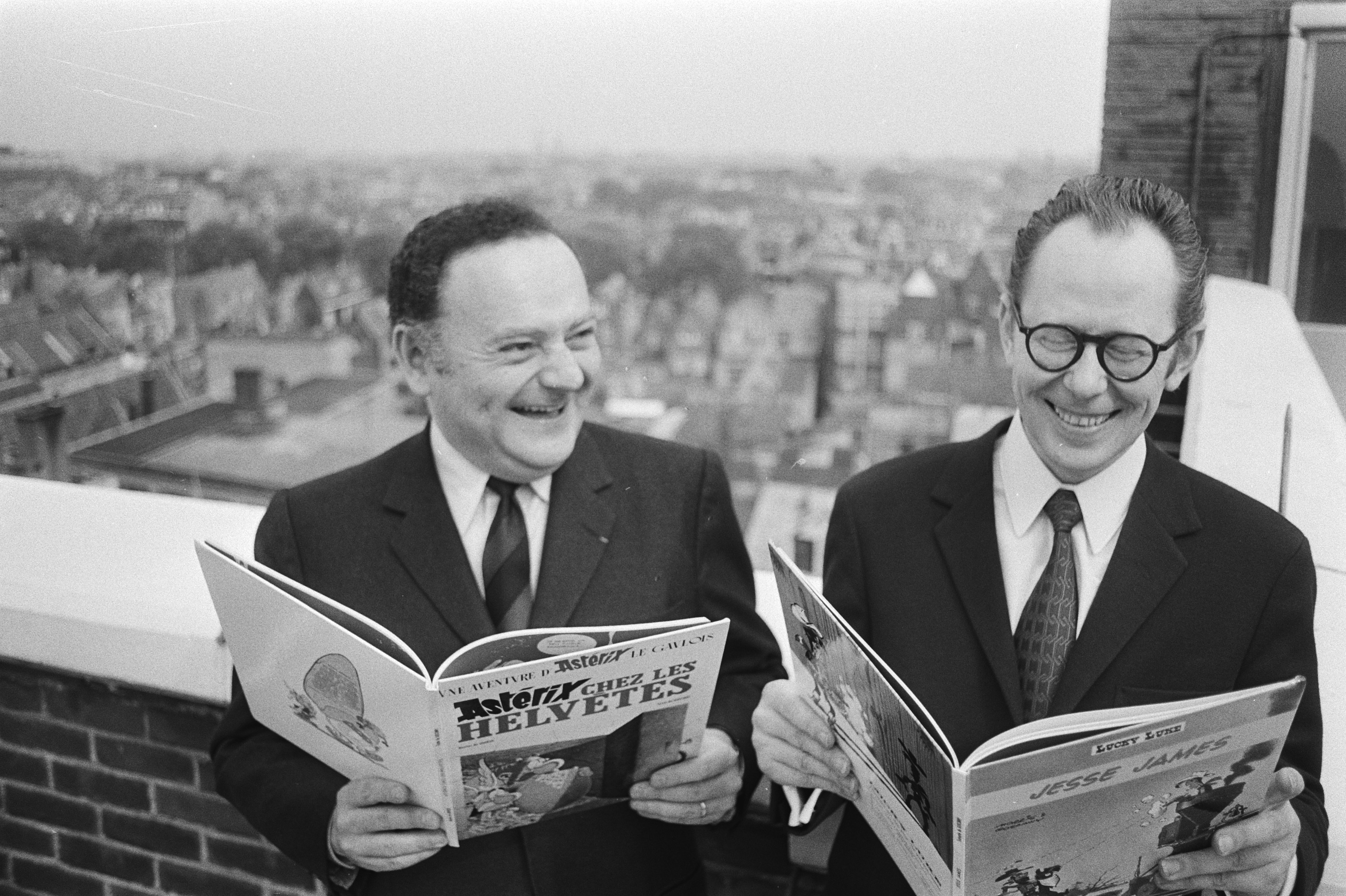
读者们从连环画中得到乐趣（1971）

卡通漫画是以绘画及图像为载体的文学体裁。其通常会配以文字，表现一些饶有娱乐性的故事。许多当代漫画充满幻想，出自于娱乐产业下的一些企业；还有一些漫画独特于其作者创造的一种更加个人化、哲学化的世界观，展示了人们当下的一些问题。超级英雄体裁漫画，比如超人漫画，属于前者。 而后者就有如脍炙人口的喜剧《花生》，这部作品是由查尔斯·舒兹独自耕耘50年而成，  描述了一群孩子们之间的人物关系；  还有迈克尔·留尼格（英語：Michael Leunig）制作的古怪漫画，也引起了社会争议。日本漫画不同于西方之处则在于其多样化的体裁、面向所有年龄段的主题。諷刺畫则利用具象化的娱乐，不仅给观者欢笑，还通过嘲讽突出人物的某些道德劣质，给人以社会意识的提高。

### 喜剧

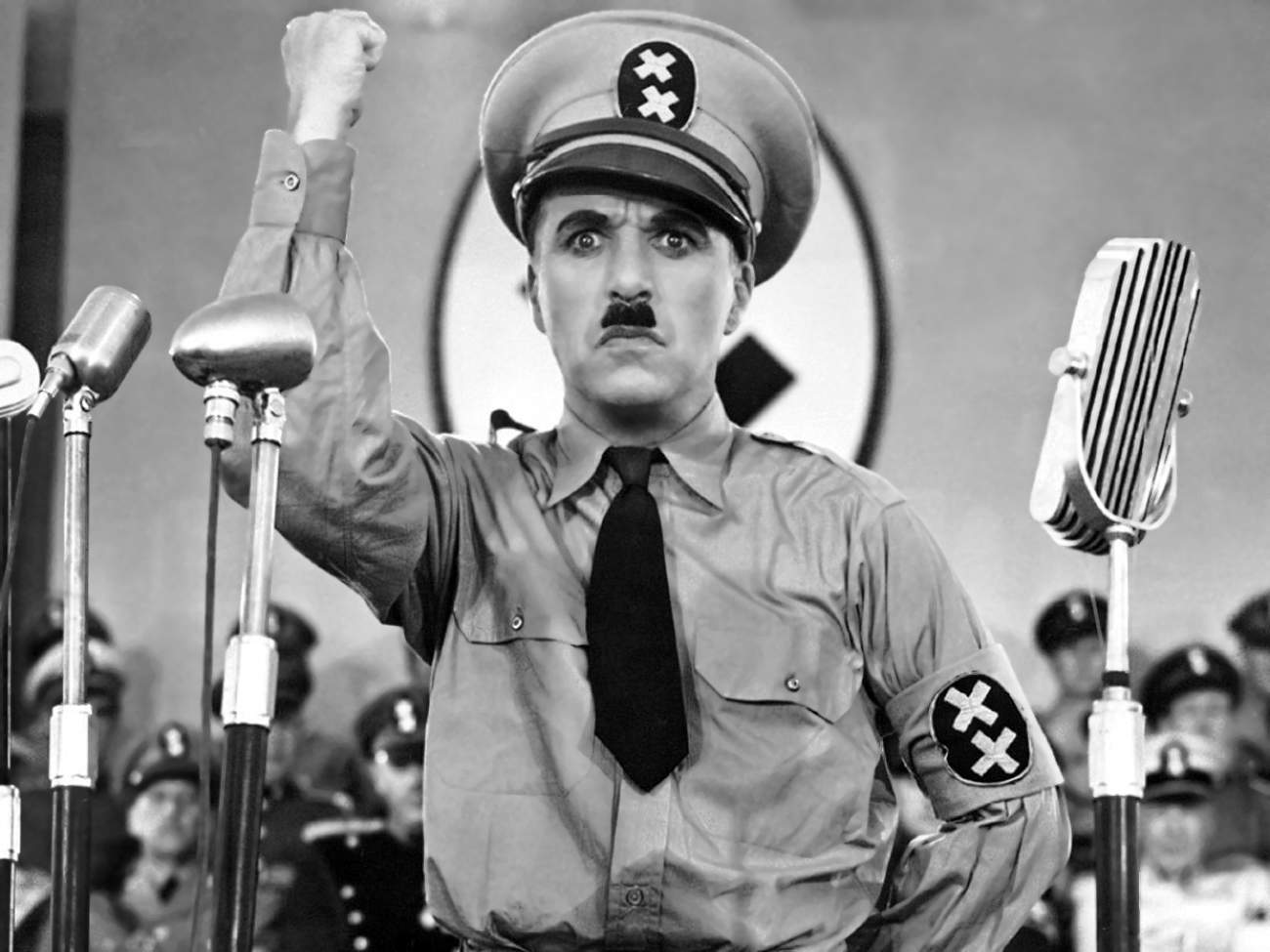
喜剧演员查理·卓别林在讽刺影片《大独裁者》（1940年）中扮演阿道夫·希特勒的喜剧效果

喜剧既是一种娱乐艺术种类。无论是为了取悦于人，还是作为一种独特的严肃作品，它都给人以欢笑，供人以乐趣。它也是许多娱乐形式的重要部分，广泛存在于文学、戏剧、歌剧、电影和游戏中。 在比如拜占庭法院等皇家法院，也可能在富裕家庭，“默剧是受到精心策划的幽默高潮，被期待也可能是被迫去尖刻挖苦宫廷中的所有人，甚至皇帝和其他皇室成员也不能免俗。这个高度模版化的弄臣角色既需要有幽默的言语，例如取笑、开玩笑、侮辱、嘲笑，还可能需要猥亵和非言语幽默，比如对在场观众施行的闹剧和恶作剧。在中世纪，所有有关优伶、弄臣、驼背、侏儒、开玩笑者的漫画类型，都“被认为是同质的，即都关于傻瓜”，不一定是可笑的，但都代表着“个人的缺点”。
莎士比亚所作的17部喜剧包含许多仍被喜剧作者和演员使用的技术，比如笑话、双关语、模仿、妙语、察言观色、或意想不到的讽刺效果。 脱口秀和讽刺也被用在了文学的喜剧效果上。在闹剧中，表现戏剧性是一个主要的目的。
随着时间的推移和文化的变迁，“喜剧”这个词的含义以及观众对它的期望都发生着变化。简单的动作喜剧，如闹剧，对各年龄段多数都是娱乐。然而，随着文化日益繁复，其形式和典故可能会因国家不同而产生细微的差别：好比英式幽默，在一种文化中有趣的东西甚至有可能在另一种文化中变得完全无法理解。

### 表演
在观众面前现场表演是一种主要的娱乐形式，尤其是在音频和视频发明之前。表演的形式多种多样，包括戏剧、音乐和舞剧。在16和17世纪，欧洲宫廷呈献的假面剧是一种涵盖舞蹈、歌唱和表演的复杂戏剧。歌剧同样是一种高要求的表演形式，至今仍然广受欢迎。它综合了三种表演形式，要求高水平的音乐技术和舞台技巧，协作和像假面剧一样的高超创造力。

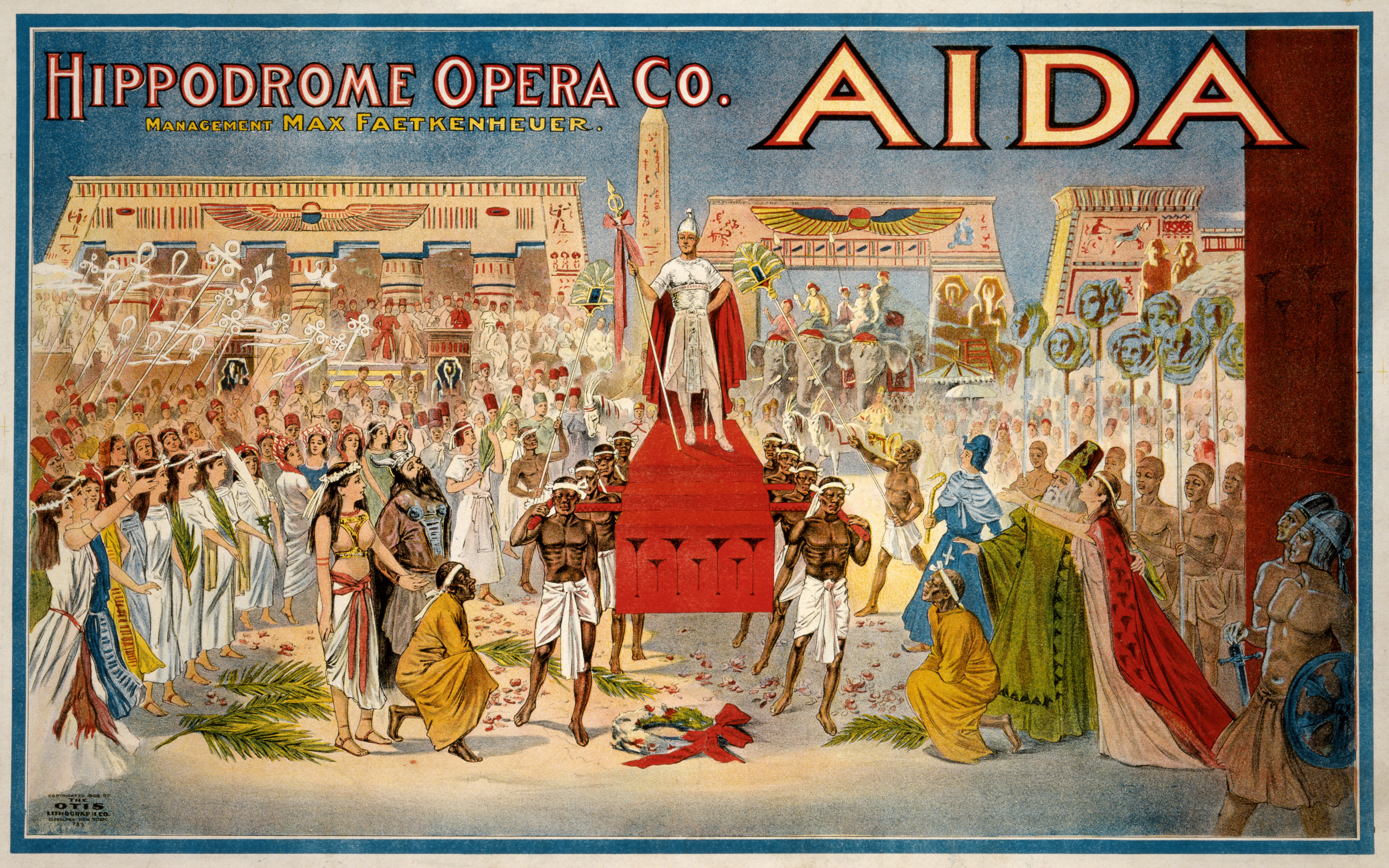
1908年的海报，介绍威尔第于1871年创作的歌剧《阿依達》，在美国俄亥俄州克利夫兰竞技场戏院上演

观众一般会用掌声来表达他们对娱乐表演的欣赏。然而，所有的表演者都冒着无法吸引观众注意力，从而不能娱乐大众的风险。观众的不满通常非常诚实和直率。
"当然你们都应该知道，唱一首好歌，或者背一首好诗，能够极大地吸引同伴的注意力。至少我是这样想的；而酒吧老板设计了一个计划，瞬间结束了我的闹剧。他让侍者把一条湿毛巾扔向我，当然，那个侍者也这么做了。我脸上挨了一条全力掷出的湿毛巾，摇摇晃晃站不稳。我再也不想在这里闹出什么笑话了。" 威廉·麦格纳戈尔（行为艺术家、诗人）

#### 讲故事
讲故事是一种古老的娱乐形式，影响了几乎其它所有娱乐。它“不仅是一種娱乐，還更是對人类的冲突与矛盾的思考”。因此，尽管故事可以被直接受眾較少，但也被当作一種娱乐，并作任何依赖于叙事的作品的组成部分，例如电影、戏剧、芭蕾和歌剧。故事的内容载体常常被印刷技术赋予崇高的艺术价值，例如泥金裝飾手抄本与日本古代卷轴。 在旅途中，讲故事依然是一种活跃团队气氛的常见娱乐方式。乔叟在他于14世纪写成的文学作品《坎特伯雷故事集》中记述了朝圣者，就像16世纪的吴承恩在《西游记》中所做的一样，展示了讲故事用以打发时间和娱乐旅行者的作用。尽管如今旅行快的多，但在汽车和飞机上，乘客们仍然聆听着口口相传的，或者以其他技术手段播放的故事。
故事的力量是可见一斑的。最著名的是一千零一夜中的山鲁佐德通过讲故事救了自己的命。在不同形式的娱乐方式中的联系往往来源于这些不同故事里所激发出的灵感，然后再另一些媒体中得到了体现；例如在音乐、电影或者游戏中的不同形式。再例如：作曲家里姆斯基-科萨科夫、拉威尔和卡罗尔·席曼诺夫斯基都有被山鲁佐德故事启发后创作出了新的管弦乐曲作品；导演帕索里尼 改编了《一千零一夜》电影；新型电子游戏《阿拉伯之梦》也借鉴了这个传说。故事可能不以文字形式存在，而通过音乐、舞蹈或木偶戏等形式流传，例如由甘美蘭管弦乐队伴奏的爪哇传统哇揚皮影偶戲，或者类似的潘趣和朱迪表演。
史诗、诗歌、传奇和寓言讲述了这些扣人心弦的传说，它们启发了形形色色的娱乐故事。例如印度教中的《罗摩衍那》和《摩诃婆罗多》; 荷马史诗《奥德赛》和 《伊利亚特》；第一部阿拉伯小说《哈义·本·叶格赞的故事》; 波斯史诗《列王紀》;冰岛传奇以及著名的《源氏物語》。诸如《格林童话》或《安徒生童话》之类的故事集同样影响深远。这些于19世纪早期出版的民间故事对现代流行文化产生了巨大的影响，以至于之后它们的主题、图像、象征和结构元素又被用来创造新的娱乐形式。
那些最富感染力、流传最久的故事中，有些是最基础的故事，又称起源神話或创造神话，如澳大利亚土著的梦幻时光神话、美索不达米亚的吉尔伽美什史诗、或者关于世界起源的夏威夷故事。同时，这些基础故事也被改编为书籍、电影、音乐和游戏，这延续了这些故事的生命，提高了他们的娱乐价值。
- 坎特伯雷故事集中的朝圣者，由威廉·布莱克所绘
- 一千零一夜中山鲁佐德在给国王山鲁亚尔（英语：Shahrayar）讲故事
- 通过哇揚皮影偶戲讲故事（爪哇岛）
- 源氏物語，由土佐光起所绘

#### 剧场艺术
剧院表演通常是戏剧性或音乐性的，在舞台上呈现给观众，其历史可追溯到希腊化时代，那时“乐手和演员之首”在德尔斐， 提洛岛， 以弗所的“诗歌竞赛”上表演。亚里士多德和他的老师柏拉图都曾著书介绍剧场艺术的理论和目的。亚里士多德提出了一些问题，比如“用艺术塑造人物的作用是什么？统治阶层的成员是应该只观看表演，还是成为表演的参与者？应该为那些不属于精英阶层的人提供什么样的娱乐？” 在埃及的托勒密，在别迦摩的塞琉也有着古老的戏剧传统，后来罗马的贵族举办了“更加奢华的演出”。

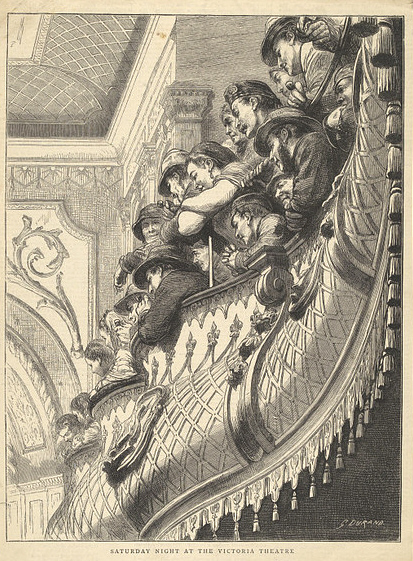
星期六晚上在维多利亚皇宫剧院的观众，1872年绘于伦敦。

群众关于参与表演的期望随着时间的流逝发生了变化（1）。 例如，在十八世纪的英格兰，"对女演员的偏见消失了"。同时，在欧洲，一般来讲去剧院是“一种更高雅的中产阶级消遣” 19世纪末20世纪初，增加了许多流行娱乐活动。轻歌剧和公共音乐厅出现，俄罗斯开设了新的剧院，如莫斯科艺术剧院和俄罗斯苏沃林剧院。 与此同时，商业性报纸“开始刊登剧场专栏和评论”，这使得剧场在关于艺术和文化的普通讨论中成为“知识分子辩论的主题”。 群众们开始聚集在一起，“欣赏艺术成就，这些‘明星’受到追捧和欢迎。” 歌舞杂耍表演和音乐厅在美国，英格兰，加拿大，澳大利亚和新西兰都很受欢迎，但它们最终被取代。
戏剧、 音乐剧、 独角戏、哑剧、以及诗朗诵是剧场漫长历史的一部分，这些表演类型通常统称为单人喜剧. 在20世纪，广播和电视经常进行实况转播，延续了形式存续与形式创新并存的戏剧传统。
舞台和台前为观众设置的空地构成了一个剧场。观众有什么样的坐法，就有什么样的舞台，包括临时占用的舞台（2， 3， 6）、临时搭建的舞台（2）、精心设计的舞台（9）、或是长久留存的舞台（5， 7）。也可以按照室内舞台（3， 5， 9）和露天舞台来划分（2， 4， 6）。管理、组织和准备舞台表演的技术被称为“舞台技术”（10）。观众的娱乐体验受到他们自身的预期、舞台技术、舞台类型以及座位的类型和标准的影响。
- 1 观众反应的讽刺性表现(1809)
- 2 集市上即兴为观众表演的舞台(1642)
- 3 家庭影院的临时舞台
- 4 表演前的露天舞台
- 5 音乐剧场正预备一场独奏
- 6 在爱丁堡城堡前院兴建的露天舞台
- 7 能剧剧场的传统舞台
- 8 中心式舞台
- 9 哥伦布剧院，富丽堂皇的马蹄形剧院
- 10 舞台技术——舞台后台的机械传动装置

#### 影院与电影

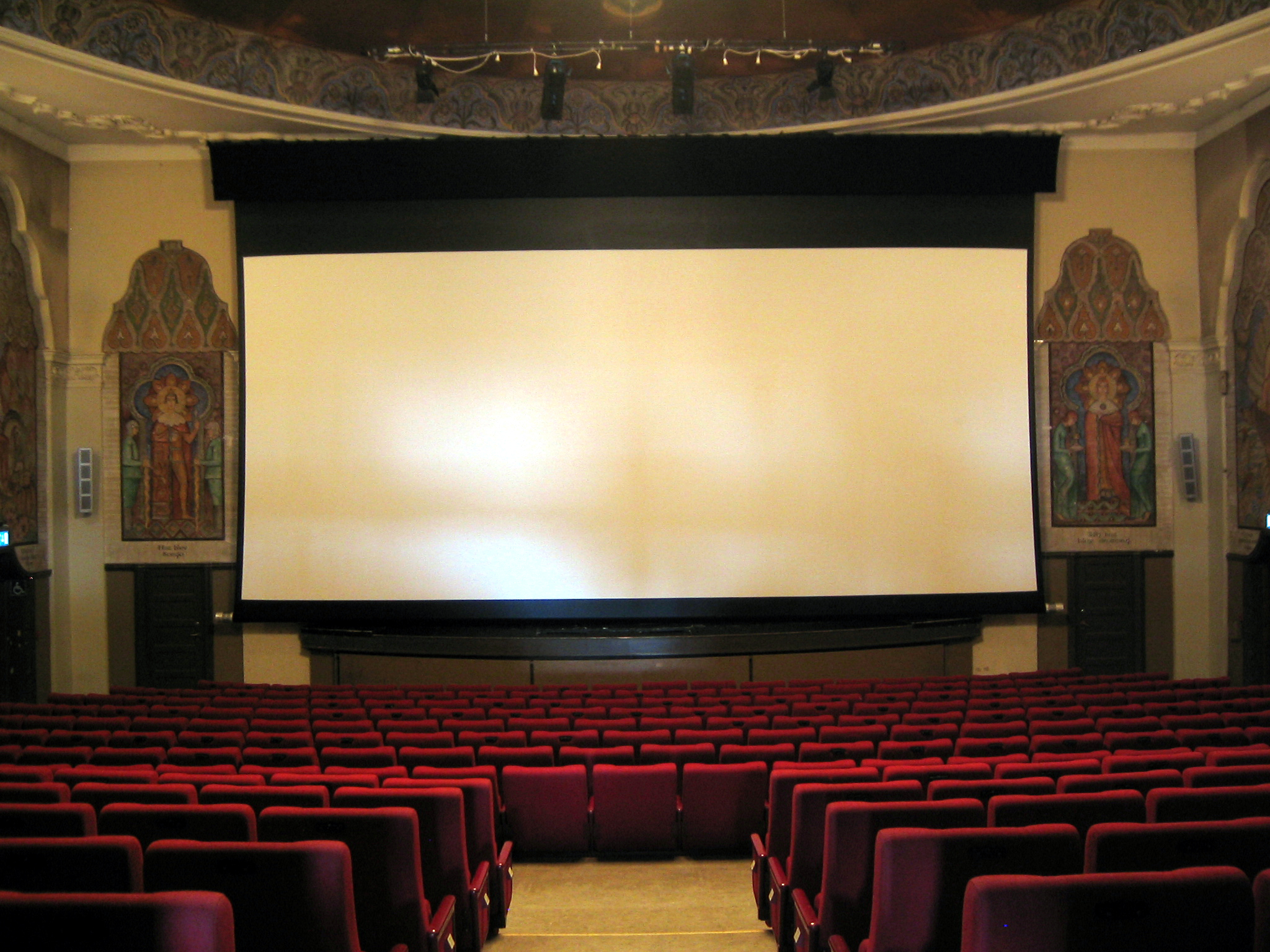
电影观众通常坐在于投影屏幕前排列好的舒适的椅子上（挪威，2005年）

电影是一种主要的娱乐形式，不过不是所有的电影都以娱乐作为他们的主要目的：比如紀錄片通常是为了记录某些事迹或传播一些信息， 有时候这两个目的并存。这一媒体在其诞生之初就是一项全球业务：“盧米埃兄弟率先指派摄影师去到世界各地，让他们拍下一切可能会让大众感兴趣的事情。”
1908年，百代電影公司发布了新闻短片， 在第一次世界大战时期，大众娱乐对于电影已经有巨大的需求。“20世纪00年代，有一些电影节目里出现了虚构情节和新闻短片的随意结合。” “美国人首先创造了一种方法，能通过连续的画面制造出视觉上的运动幻觉”，然而，“法国人将这一项科学发明转变成为一种能盈利的商业演出”。 于是电影从它出现的早期时候就成为了娱乐产业的一部分。越来越多的复杂技术被使用到电影媒体中来娱乐大众。比如动画，动画片中的角色和物体运动迅速，这一技术手法对于小观众们有强烈的吸引力。
21世纪電腦成像（CGI）技术的出现讓人能用更低的成本制作出宏大的场面和壮观的效果，这些制作效果和规模是塞西爾·德米爾那个时代的电影人无法想象的。 存在于20世纪30年代和50年代之间的大众媒体只有电影和广播，但从此后到21世纪10年代这段时间里，技术革新，经济决策，风险规避，以及全球化导致电影制作的质量降低，范围减小。 复杂的视觉效果和CGI技术代替真人表演，不仅被用来创造栩栩如生的人物造型、风景、（现实题材以及奇幻作品里的）事件，还被用在动画制作里，把例如樂高这类现实生活中的游戏或玩具打造成动画电影。 《乐高大电影》的制作团队“希望观众以为自己看到的是被放置在桌面上，用摄影机拍摄下来的真正的乐高积木，让观众无法辨认出其实电影里大量的场景是由电脑制作的乐高积木数字图像所构成的”。 电脑和电影的结合造就了新的娱乐呈现方式，而且新技术还让一些有条件的人可以使用家庭劇院播映电影，在私人场所就能享受公共影院的质量和体验。这与几个世纪前一些贵族可以在私人场所举办音乐表演，或在大宅子里搭建戏台，举办戏剧表演的做法很类似。
一些电影是对其他娱乐内容，例如故事，书籍和戏剧，进行再创作而获得的新的娱乐内容。 《电影史话》是一部关于《电影史》的纪录片，影片带领观众纵览电影媒介在全球获得的成绩和做出的创新，以及电影制作观念的革新。片中提到，虽然有一些电影，尤其是传统的美国电影，通常会把“现实主义和通俗剧式的浪漫主义”相结合，有意地传达某种避世主义，但还有一些电影则意在让观众对电影有更深刻的思考。比如，塞内加尔的获奖影片《哈拉》（Xala）所展现的主题是政府的腐败。查理·卓别林的电影《大独裁者》是一部大胆创新的滑稽电影，它的主题同样和政治有关。一些拥有上千年历史的故事被重新解读并搬上大银幕，于是有了像挪亞：滅世啟示这样的电影。这些电影通常会用上常见的文学修辞手法，诸如寓言和擬人論，并利用CGI之类的新的制作技术，来探索一些深刻的主题，例如人类的局限性，善与恶，勇气和绝望，爱，信仰，以及死亡，这些主题一直以来都是各类娱乐形式所乐忠于探讨的话题。
如同其它媒体行业，电影界有各类奖项表彰出色和卓越的影片，包括亚太电影奖，以及美国电影艺术与科学学会、英国电影和电视艺术学院、法国戛纳电影节等颁发的奖项。

#### 舞蹈
各种各样的舞蹈为年龄不同，文化各异的人们提供娱乐。舞蹈可能具有严肃的风格，比如当它表达文化历史或重要的历史事件的时候。它同样可能充满挑逗意味，也可能具备喜剧功效。正是因为它结合了多种娱乐形式，包括音乐、动作、叙述、气氛，它能够很好地展示这些娱乐形式的多种组合方式，以及如何产生不同的娱乐效果，娱乐形形色色的观众。
“舞蹈是一种‘文化表现形式‘，它不仅涉及到舞者，还包括编舞者、观众、赞助人和经纪人等来自世界各地和各个年代的人们。 来自非洲、亚洲和欧洲的舞蹈，永不停息地纠缠于政治、社会、精神和艺术的影响之中。” “尽管舞蹈习俗可能是某些文化群体的特权，但舞蹈都在进步。例如，非洲的‘达荷舞’，‘豪萨舞’，‘马赛舞’等等。 芭蕾舞是一种高度发展的西方舞蹈形式。在路易十四时期芭蕾舞的主要表演场合从法国宫廷转到剧院，舞蹈演员成为了专业的戏剧表演者。 有些舞蹈，比如法国“四人舞”，被称为“拿破仑时代的广场舞”。 其他的乡村舞 曾经在像舞会这样的社交聚会上风靡一时， 但现在却几乎销声匿迹。另一方面，许多民族舞蹈（如苏格兰高地舞蹈和爱尔兰舞蹈）已经演变成舞蹈比赛，通过增加观众的数量，来增加它们的娱乐价值。“以传统的爱尔兰舞步和音乐为特色的爱尔兰舞剧，已经发展成为一种举世闻名的重要舞蹈形式。”
由于舞蹈通常“与女性身体和女性的经历相关联”，女性舞者有时被认为是“不体面的”，因为她们“用自己的身体来谋生，而不是尽可能地掩盖身体”。 社会对女舞者的态度取决于文化、历史和娱乐产业本身。例如，一些文化把女性跳舞视为“最可耻的娱乐形式”，而另一些文化已经建立了脱衣舞俱乐部等娱乐场所，在这些场所中，职业女性脱衣舞者在公共场合表演含有性挑逗或性暗示的舞蹈，而观众主要是男性。
各种各样的政治体制几乎都试图限制或禁止舞蹈，或禁止特定类型的舞蹈，有时归咎于这些舞蹈所用的音乐或服装。民族主义、权力主义和种族主义试图禁绝舞蹈。例如，在纳粹德国时期，美国的舞蹈比如摇摆舞，被认为是“完全非德国”的，已经“成为一种文化入侵，需要被禁止”。 在20世纪30年代的中国上海，“舞蹈和夜总会标志着中国社会的狂热”，官僚们困惑是否应该禁止二者以及“其他形式的娱乐活动，比如嫖娼”。然而，禁令甚至使舞蹈活动“更加疯狂”。 在爱尔兰，1935年的公共舞厅法“禁止了在十字路口和其他地方，比如房子和谷仓中跳舞，但没有生效。” 在美国，各种各样的舞蹈因为包含讽刺或隐喻的表演， 或者是像摇摆舞这样与非裔美国人有关而被禁止。 “在美国南北战争之后，非裔美国人舞蹈演员常被禁止在黑人表演中亮相。”
舞蹈可以单人进行（1，4），也可以双人进行（2，3），抑或组队进行（5，6，7）甚至形成大规模的群体舞蹈（10）。他们可能临时组队（4，8）或有高度组织（1，2，5，10），亦可能是自发进行（比如孩子们跳舞，一开始只是为了取悦自己）；可能具有特定观众（4），或是付费观众（2），抑或被全世界公开观赏（10），或者只是被对这种舞蹈感兴趣的观众观赏（3，5）。这些舞蹈可能是庆典的一部分，像婚礼和新年（6，8），或者为了特定的目的而成为文化仪式，像是毛利族勇士们跳的哈卡舞（7）。一些舞蹈，比如1中的传统舞蹈和2中的芭蕾舞， 需要高水平的训练技巧; 其他舞蹈，比如康康舞， 需要健康的身体和强劲的体能。娱乐观众固然是舞蹈目的的一部分，但舞蹈本身也能给舞蹈演员自己带来乐趣（9）。
- 1 传统舞者（泰国）
- 2 滑稽表演和演员（丹麦）
- 3 社交舞（捷克）
- 4 肚皮舞（摩洛哥）
- 5 莫里斯舞（英格兰）
- 6 蘇格蘭高地的婚礼（苏格兰，1780）
- 7 战士之舞（巴布亚新几内亚）
- 8 中国春節的舞火龙
- 9 在国际儿童艺术节（英语：International_Children's_Festival）跳彭戈拉
- 10 孩子们在跳團體操（朝鲜）

#### 动物
人类出于娱乐的目的而驱使动物，已经有几千年历史了。人们为了取乐而追捕它们(而不是为了寻求食物)，同时会有人在特定的日子时举行表演马戏、斗牛、驯猴等节目以祝兴。例如在古罗马时期，古罗马人常常通过在斗兽场中表现驯兽技巧来博得观众的开心。他们观看“狮子和熊在风笛和铙钹的音乐中翩翩起舞;马被训练成跪姿、弓姿、进行舞蹈和表演……杂技演员们在野生狮子上翻跟头，在野豹身上跳来跳去”。“这些与野兽发生暴力冲突的表演”，“随着时间的推移，变得更加野蛮和血腥”。
那些为了人类的娱乐表演，而形成训练有素的日常活动或“行为”的动物，包括跳蚤马戏团里的跳蚤，鯨豚水族館中的海豚，还有为街头的风琴演奏者表演戏法的猴子。在古代，动物经常被保存在动物园里，作为娱乐或者一种有娱乐价值的新鲜事物。
许多动物比赛现在被看作是体育运动——例如，赛马被认为既是一项运动，也是一项重要的娱乐活动。它的经济影响力使它成为全球性的行业，在这个行业里，马被小心地运送到世界各地去参加比赛。在澳大利亚，墨尔本杯赛马比赛日是一个公共假日，而公众把这场比赛看作是重要的年度活动。就像赛马一样，赛骆驼需要人类骑手，然而赛狗却不用。人们觉得观看动物比赛十分有趣，不管它们是受过训练的，比如马、骆驼或狗，还是没有受过训练的，比如蟑螂。
用动物来娱乐通常富有争议性，特别是那些捕猎野生动物来取乐的行为。一些动物比赛节目，譬如斗熊、斗狗、斗鸡一类的残酷游戏，曾作為公众娱乐，后因一些虐待动物的行为而被取缔。其它涉及动物的比赛的合理性仍有争议。例如，對於射击鸽子的游戏，”反对者认为这是一种残酷的、愚蠢的射击练习，而支持者认为它是一种娱乐”，雙方在法庭上争辩不已。猎狐作为一种需要马和猎犬的娱乐，斗牛作为一种具有强烈戏剧效果的娱乐，均具有各自独特的悠久文化历史。它们都与动物有关，并且被认为是一种运动、娱乐或文化传统。在动物权利保护组织中，有些人担忧使用动物来娱乐是否是对动物权利的剥夺。然而，“對於許多许多动物保护组织和被控虐待动物的组织，双方均有自身的文化诉求。”
- ‘Ala’ud-Din与Mahima Dharma正在捕猎孟加拉虎（1790）
- 经过训练的猴在一群儿童面前表演 (约1900–1920）.
- 人们见证了Pharlap赢得澳大利亚墨尔本杯（1930）
- 观众观看一场斗牛比赛（2010年摄于墨西哥）

#### 马戏

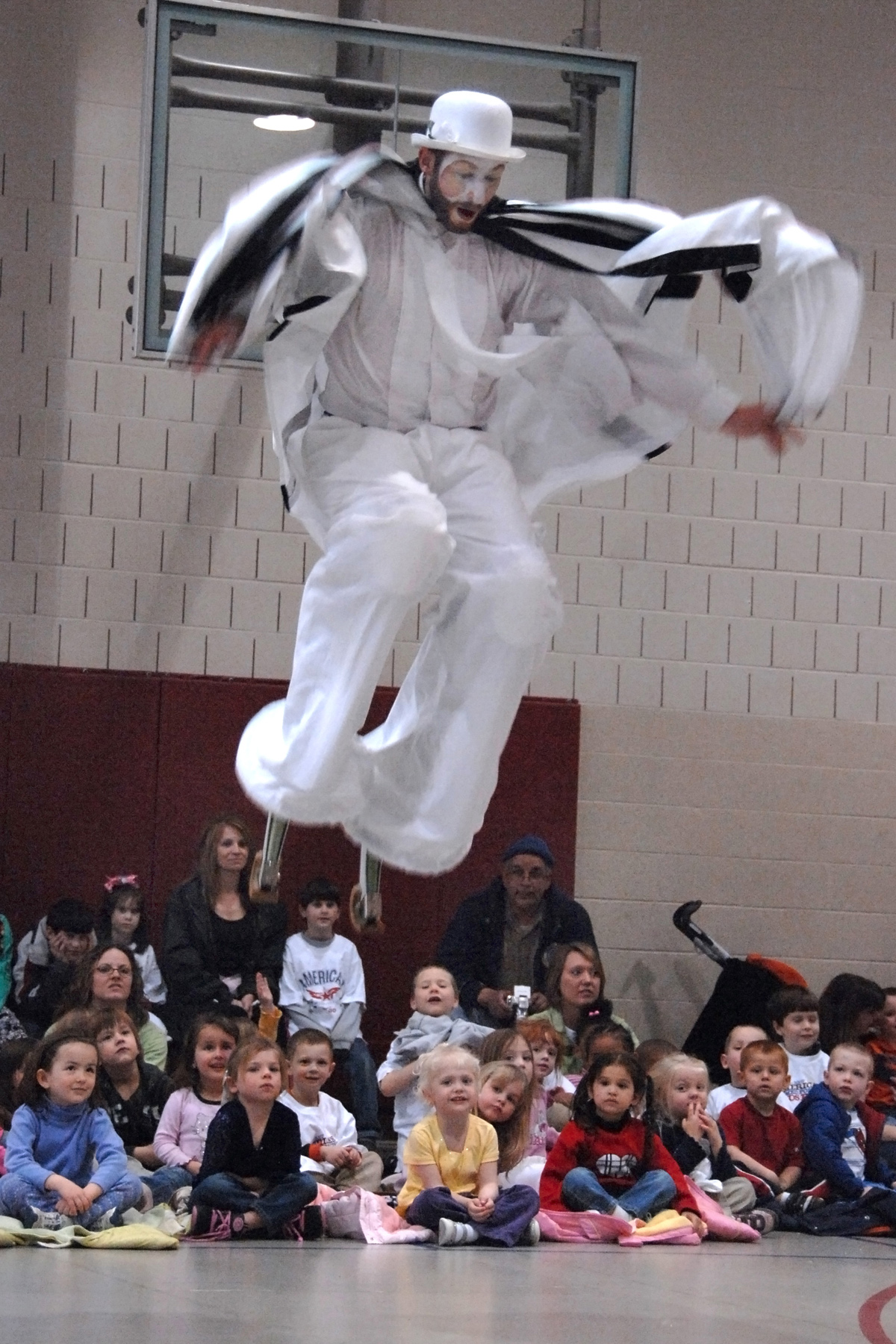
孩子们在马戏团表演踩高跷

被描述为“最厚颜无耻的娱乐形式之一”的马戏，是一种特殊的戏剧表演，包括各种各样的身体技巧，如杂技和杂耍，有时还包括动物表演。通常马戏被认为是在巨大圆形帐篷下的演出，一开始地点是固定的，后变为巡回演出。
在18世纪后半叶，Philip Astley被称作现代马戏团的创始人，而法国演员Jules Léotard据称创造了马戏团艺术，几乎成为马戏团的象征。在传统的英国博览会上，阿斯特利的表演“至少从17世纪初开始”就很常见：“翻滚、绳舞、杂耍、动物把戏等等”。有人声称，“罗马马戏团和现代马戏团之间没有直接联系……“罗马马戏团”消亡之后，阿斯特利在伦敦打下圆形剧场的地基之前，最接近马戏的是大约在1300年好奇的围观者在村庄的草地上聚集围观的节目。”

#### 魔术
这种娱乐形式被称为“魔法”，并被视为表演， 是基于自古以来已成为大多数文化传统一部分的神奇仪式和宗教的传统和文本。(例如，部分魔术的参考资料可以在下面文献中找到：圣经、赫尔墨斯主义、琐罗亚斯德教、卡巴拉文化、神秘主义和共济会的来源。)
舞台魔术可以为各种媒体观众面前表演：舞台上，电视上，街上，以及举办派对或活动。它经常与其他形式的娱乐结合在一起，比如喜剧或音乐，而表演技巧通常是魔术表演的重要组成部分。魔术的表演依赖于欺骗，心理操纵术， 各种形式的戏法和诡计给观众一个魔术师可以完成不可能的事情的错觉。观众惊叹于哈利.胡迪尼的特技表演和逃脱术， 例如，会认为他是一个魔法师。
魔法师在几百年来的文学作品中占有重要地位，为数百万读者提供娱乐。自5和6世纪以来，著名的巫师，如亚瑟王传说中的梅林曾写过一篇文章。而在21世纪，年轻的巫师哈利·波特。当他关于他的书系列销售了大约4.5亿份时（截至2011年6月），它成为全球娱乐的现象级读物，进入历史畅销书列表。

#### 街头表演

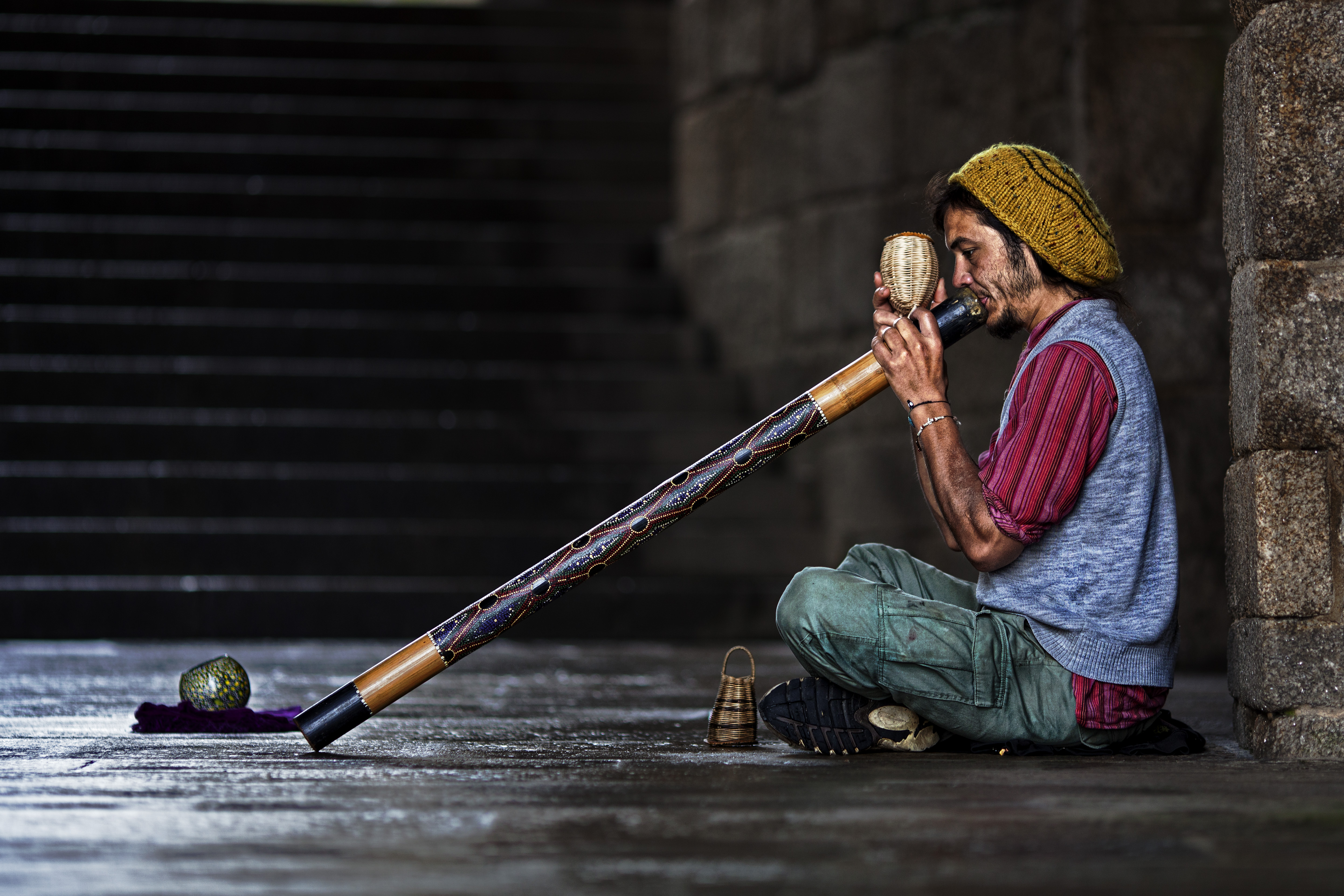
Didgeridoo的演奏者娱乐街上的路人

街头娱乐、街头表演和“街头艺术”是几个世纪以来一直被用来满足公众娱乐需求的表演形式。这是“伦敦生活不可分割的一部分”，也缔造了19世纪早期的“充满了奇观和消遣”的城市。流浪艺人和吟游诗人是这一传统的一部分。直到现在，每年的街头艺术节庆典上仍有街头表演存在。
当代的街头表演共有三种基本形式。第一种被称为"环游"。它往往聚集一群人表演，表演通常具有开幕式和闭幕式，汇集了街头艺术家、傀儡师、魔术师、喜剧演员、杂技演员、杂耍演员、甚至音乐家。这种表演类型可能是最赚钱的表演形式之一，因为有更多的观众可能会从表演中获得乐趣，因此会有更大数额的馈赠。好的街头艺人控制着人群，使人行道的秩序不受影响。第二种形式，“吟游”，没有明确的开始或结束。通常情况下，街头艺人会营造一种异国气氛，通常使用奇异的乐器，而观众可能不会驻足聆听或聚集观看。但有时吟游者会招致大规模围观。第三种形式，即“驻店”，主要在餐馆、酒吧、酒馆和咖啡馆里表演。这种类型的演出偶尔会使用公共交通站作为表演场所。

#### 巡游
巡游通常是为了多种目的而举行的。无论巡游的气氛是阴郁还是喜庆，最终都是为了吸引注意力和活动而设计的公共活动，而这必然会影响交通秩序，却也显然对人们带来娱乐价值。马队及其现代的变种，车队，是巡游的例证。一些观看或参与游行的人可能要特地到场，而另一些人的出席则纯属偶然。无论气氛如何，目的为何，巡游吸引观众并娱乐他们。偶尔，游行会发生在临时规划的场所中(比如5中的仪式)，受众主要是体育观众，而全球观众可以观看直播。
"凯旋式"是最早的巡游之一。在凯旋仪式上，人们展示由得胜而归的罗马将领们带来的令人震惊的大量异国珍宝以及战利品，众人以此来庆祝他们的胜利；人们还会展示被征服的人民和民族以彰显自己胜利的荣耀。公元前46年夏尤利烏斯·凱撒选择在这年的不同日子里举办盛大的仪式来庆祝自己的四场胜利，每场仪式往往能够长达一个月。而在欧洲，从中世纪到巴洛克艺术流行的时代，人们以迎駕劇欢迎君主对某座城市的正式访问，期间城市街道被精心装饰，各种演出和展览穿插在城市的各个角落。一年一度的伦敦市长游行也是从中世纪延续至今的城市巡游的一个活例。
许多宗教节日在其严肃内涵下包含有令人向往的娱乐活动，例如像西班牙圣周游行一样包含有街头游行活动的节日，此外还有以捉弄人和盡情歡樂为特色的印度侯丽节。有时一些传统的宗教仪式已经演化为人们日常接受的娱乐活动，例如威尼斯兼具宗教和世俗元素的救世主节。但是有如基督教聖雅各之路、伊斯兰教朝觐和印度教大壺節的朝聖活动对于外人而言可能是一种娱乐性质的街头游行表演；而对于参与者而言则完全相反，是属于其个人的精神巡礼，不能称其娱乐。因此这类活动的观众和参与者之间的关系相对于一般娱乐而言则完全不同。以大壶节的娱乐为例，是“与其文化内涵相割离并为西方消费重新包装 – 以解决一些窥视心理存在的麻烦。”
巡游通常会有华丽多彩的演出服装来吸引人们的目光 (7，10）。有时也有纪念活动（5， 8）或庆祝活动（1， 4， 6， 8， 9）。有时还会有严肃的主旨，如军事背景的巡游（1， 2， 5）其中甚至有些具有威慑意图；还有一些宗教背景的巡游，观众可以参与进来或扮演某些角色（6， 7， 10）。某些活动即使具有最新科技元素、观赏距离较远（9），对外人和旁观者而言仍可能具有很强的吸引力，能够予其娱乐。
- 1 凯撒的胜利，由Andreani雕刻（1588/9）
- 2 蛇印第安人（英语：Snake Indians）的列队，由Alfred Jacob Miller（英语：Alfred Jacob Miller）所绘 （1858–60）
- 3 旁观者视角中的巡游（1816）
- 4 麦金莱的就职典礼巡游（1897）
- 5 汽车列队（英语：motorcade）（加拿大，1945）
- 6 象神节（英语：Ganesh Chaturthi）（孟买，2007）
- 7 美国劳动节巡游（英语：West indian day）中的服装（2008）
- 8 庆祝巡游（伦敦，2008）
- 9 飞行表演队（2012）
- 10 里约热内卢狂欢节（英语：Rio Carnival）（巴西，2014）

#### 烟花

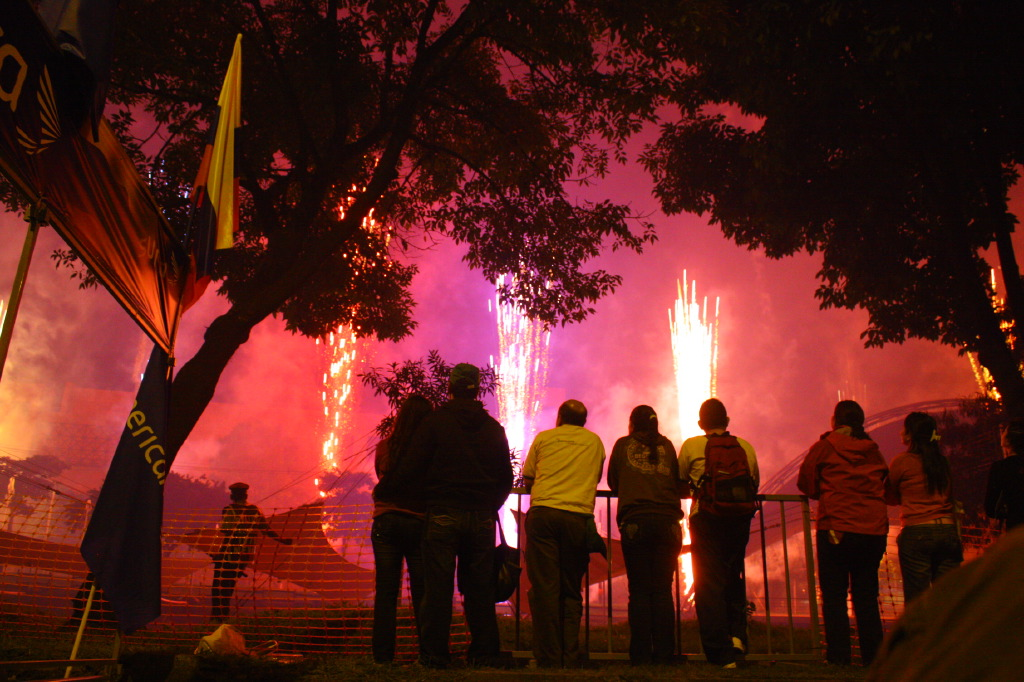
观赏哥伦比亚建国200周年纪念烟花的人们

自从17世纪以来，烟花就是许多公共娱乐的一部分，并成为重大庆典的主要特征，且一直受到欢迎。火药最初在中国古代、古欧洲时被用于军事用途。烟花在18世纪时最为受欢迎，在那时，人们常常支付给拥有烟火制造术的人高额报酬，特别是因制造技巧娴熟的被召唤到其他国家进行展示的意大利人。
烟火和戏水是宫廷中的一个重要的表演环节，在活动中突然发出的噪音，烟雾象征权力者身份的辉煌，这种情绪认为这个主题适合他的主权，他的威望，以及在他的力量中有一种无可替代的荣耀感：“一种别人对他的敬畏以彰显他的荣耀，生日，命名日，婚礼纪念日可以来提供别人为他庆祝的机会” 庆祝奧地利王位繼承戰爭结束的一场烟火是历史上颇具“名声”的一场烟火，表演引发了一场大火；但为之伴奏的韩德尔配乐《皇家煙火》也因那次表演而成名。除了在军事胜利、宫廷表演、和个人庆典方面的作用，烟花还被用于一些宗教仪式。比方说在印度史诗《摩訶婆羅多》记载Gomantaka王国Dashavatara巡演中“寺庙中的女神被请出，在歌舞和烟火中巡游”。
烟火表演的“火焰、霹雳、以及烟雾”仍是公共庆典与娱乐活动的重要组成部分。例如，烟火表演是世界各地庆祝千禧年的必备环节之一：当钟声在半夜敲响、新千年到来，随着各地的时区都跨入新千年，人们用烟火表演和露天派对来欢迎新的一年到来。精心编排策划的烟火表演相约于世界各地诸如悉尼港湾大桥、吉薩金字塔群、雅典衛城、莫斯科紅場、罗马梵蒂冈城、柏林勃兰登堡门、巴黎埃菲尔铁塔、伦敦大本钟的许多地标建筑。

### 体育竞技

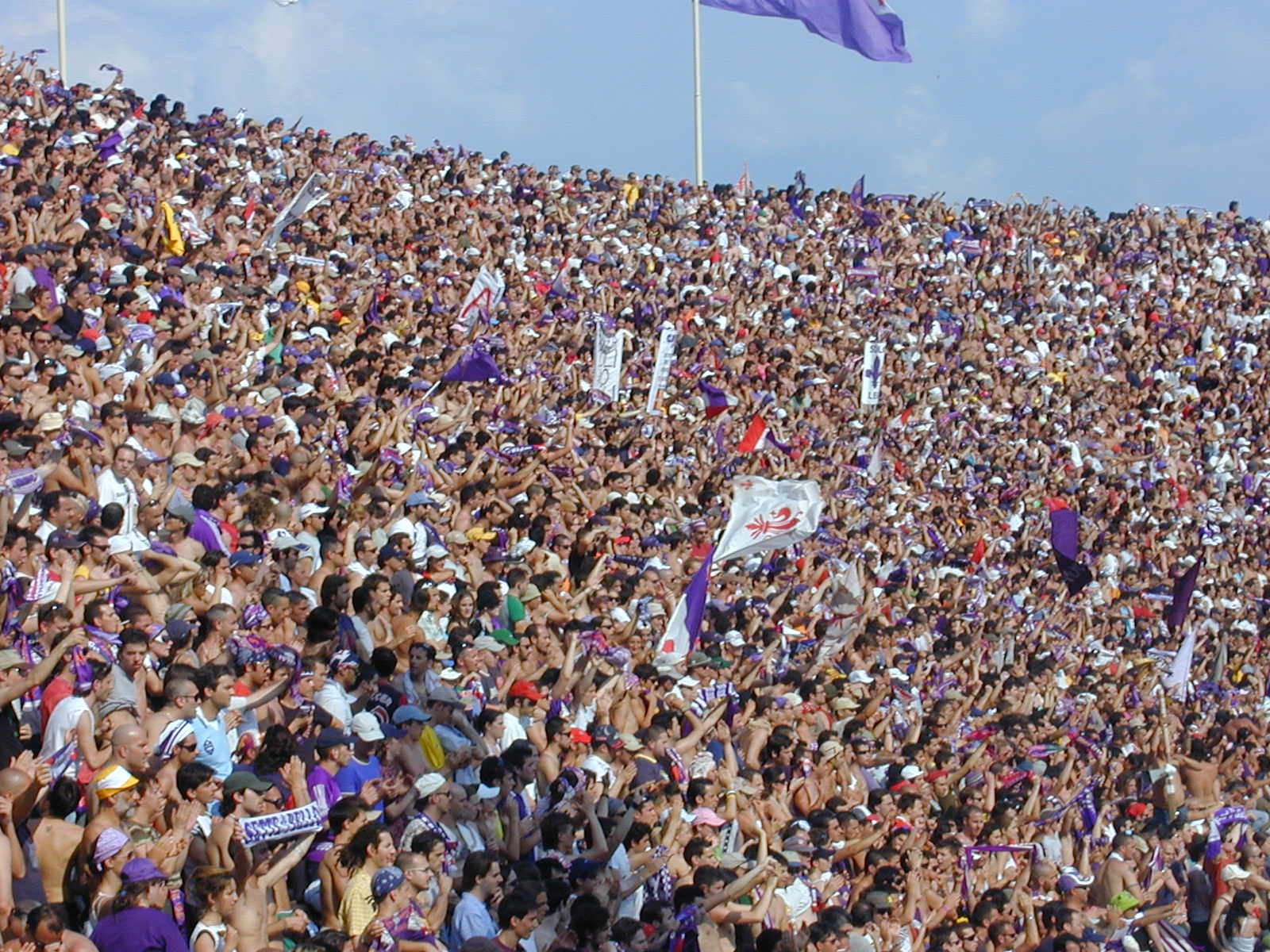
意大利球迷

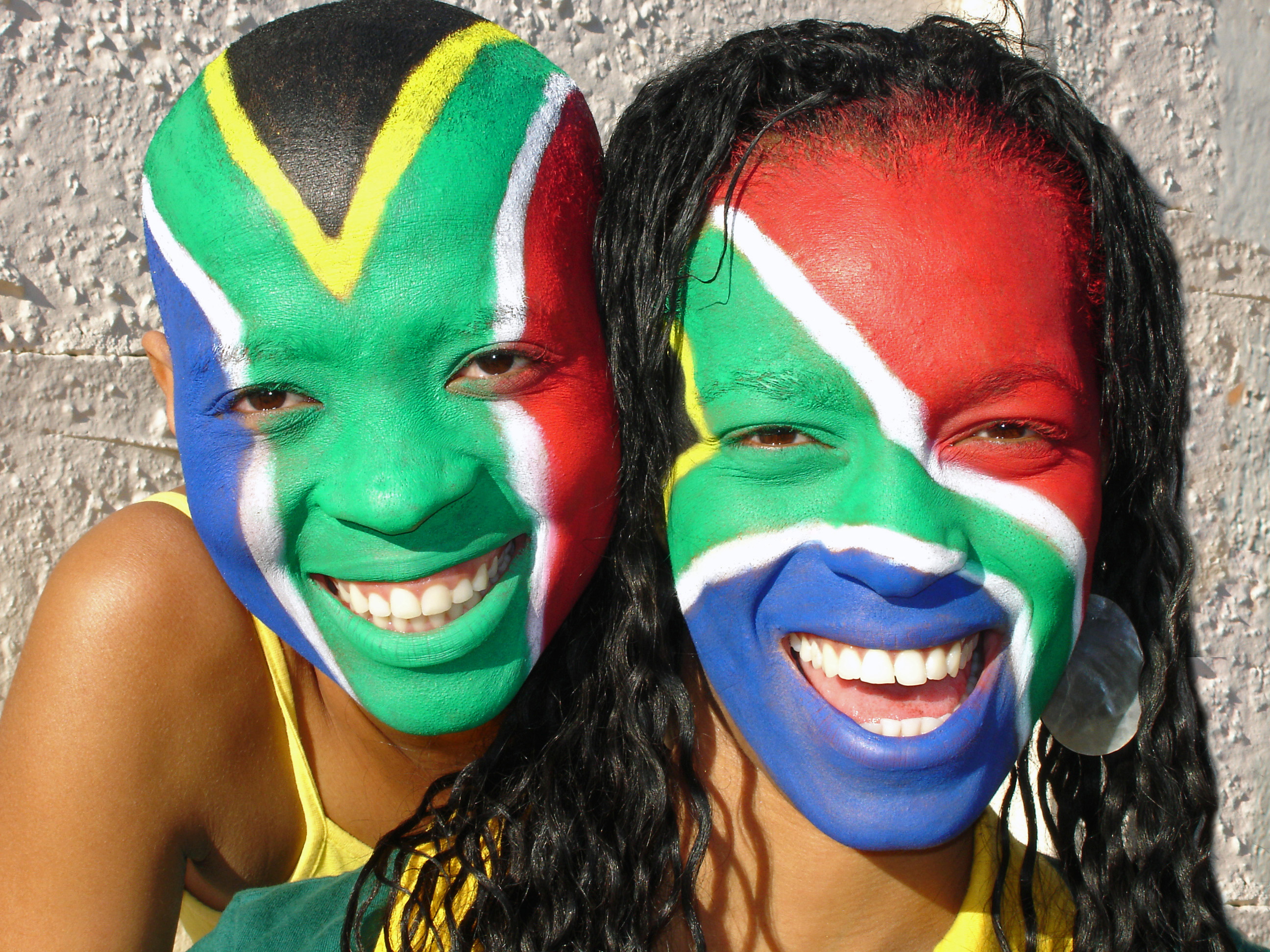
2010年國際足協世界盃上的南非球迷

体育运动始终是人们娱乐的方式。与运动员相区别，体育竞技的观赏者通常称作观众。随着體育場条件的改善、观众席的设计以及实况播出的出现，体育观众的规模愈发壮大、观赏性运动也愈发流行。全球涌现的最受欢迎的三项运动是足球、板球和篮球，它们的国际比赛國際足協世界盃、板球對抗賽以及国际篮联篮球世界杯在世界各地受到广泛追捧。除了直接参与比赛的运动员以外，体育竞技还是世界各地数百万观众的主要娱乐项目。具有全球魅力的环法自行车赛是一项旷日持久的竞技体育赛事，相较其他竞技运动不寻常的是，它不在体育场里，而是在乡间比赛。
除了具有世界性吸引力和竞争力的体育运动外，还有奥林匹克运动会。它的娱乐价值还涉及举办国及其运动文化。例如，在美国棒球、篮球和美式足球是流行的娱乐形式，不丹的国民运动是射箭，新西兰丹的橄欖球是全民性的，在伊朗则是自由式摔跤。原生于日本的相撲包含了从悠久历史中衍生出的仪式要素。有时，诸如国际跑步组Hash House Harriers，参与者给自己带来了健体和娱乐的融合。和作为观众参与大不相同的是，它的社交性强于竞争性。
一项活动逐渐成为运动，进而演变成一项娱乐活动也受到当地气候和条件的影响。例如，现代运动冲浪和夏威夷相关联，而滑雪则更可能在斯堪的纳维亚发展。虽然这些运动娱乐在世界范围广泛传播，但发源国仍以在该项赛事中具有实力而著称。气候能造就一种运动，加拿大的重要娱乐活动冰球就是适应气候而生的。

### 集市、展览与购物
集市与展览歷史悠久。市集等處常常用于展示財寶、創意及交換商品。其在提供特定的娱乐项目的同时，本身也作为娱乐场所存在着。不管是在地中海的市场上还是在一家小型商店里，“购物总是能提供某种形式的愉悦感，让人远离日常生活。”然而在现代世界，“营销手段成了新的娱乐形式：旋转发光的标牌、重音乐、……、大屏幕、交互式电脑亭、日间日托、……咖啡馆。”
到了十九世纪，艺术、制造、商业展览已经变成了国际性的行为。它们不仅大受欢迎，同时还能影响国际观念。例如，1878年巴黎世博会促进了观念、创新和标准等方面的国际合作。从1851年的伦敦到1900年的巴黎，“超过两亿的参观者踏入了伦敦、巴黎、维也纳、费城、芝加哥世博会以及世界各地的其它小型展會的大门。”第二次世界大战后，有远超五亿次的参观通过世博会的旋转大门被记录下来。而作为一种壮景、一种娱乐形式，“从建筑、到全球化模式、再到根本的人类身份认同”，这些展览的影响无处不在。“集市、专门商店、艺术博物馆的兴起”促成了新興消费與娱乐產業紧密联系的這個世界。
- 1889巴黎万国博览会的广告
- 2010年上海世博会时观众正排队进入卡塔尔馆的场景
- 在一些商场中为儿童提供的海洋球池

## 安全问题
一些娱乐活动，如大型节日（不论是宗教节日或文化传统节日），音乐会，俱乐部，派对和庆祝活动，都涉及大量人员。从最早的时代开始，娱乐场所的人群就会面临危险，特别是在娱乐消费酒精等毒物时。例如，古希腊人有酒神节，而罗马人则有农神节。过度和人潮的后果可能会导致违反社会行为规范，有时甚至会造成伤害甚至死亡，例如在阿爾塔蒙特自由音樂會，一场室外摇滚音乐节发生的意外。夜总会发生的严重事包括因踩踏事故造成的伤亡；恐怖袭击，例如针对夜总会的2002年巴厘島爆炸案；火灾也需要特别注意。在羅德島夜總會大火发生后，在美国进行的调查表明，从早期事件（例如Cocoanut Grove火灾）获得的“关于夜总会消防安全”的经验教训并不一定会导致持续有效的改变。防止此类事件的努力包括任命专业人士，例如中世纪的米斯鲁爵士，或者在近代，控制进入人群流量的工作人员；并不断完善例如建筑安全等相关标准。旅游业现在认为娱乐场所的安全保护是一项重要的管理工作。

## 娱乐产业
尽管国家首脑，统治者和有权力的人民总是能够为他们提供娱乐费用，并且在很多情况下为公共娱乐付费，但人们通常会自己娱乐或者在可能的情况下参加现场表演。20世纪的技术发展意味着娱乐产品的制作可以从观众中独立出去，由娱乐行业以商业形式包装出售。 与娱乐相关的产业被称为娱乐圈，业界依赖商业模式来制作、销售、传播。或以其他方式发行，甚至包揽所有类型的演出。该行业变得十分复杂，以至于其经济学成为学术研究的一个独立领域。
电影业是娱乐业的一部分， 其中的组成部分包括好莱坞和宝莱坞电影业，以及英国的电影院和欧洲的所有电影院，包括法国，德国，西班牙，意大利等。性行业是娱乐行业的另一个特殊组成部分，将商业基础上的相同形式和媒体（例如电影，书籍，舞蹈和其他形式表演）应用于性产品的开发，宣传和销售。
游乐园为游客提供过山车，乘火车，水上游乐的机动游戏设施，及暗黑游乐设施、其他活动设施和相关景点。园区通常会按照项目和设备的主题划分出不同的区域。有时候整个游乐园都是基于一个主题，比如一些海洋世界乐园，这些游乐园都是以海洋生物为主题的。
娱乐业的发展造就了更多种类的就业机会。虽然像作家，音乐家和作曲家这样的工作像以往一样存在，但从事这项工作的人很可能会被公司聘用，而不会像以前那样自行寻找机会。新的岗位已经出现，例如电影业的灯光师或特效总监，以及游乐园里的服务员。
在各种娱乐业分支有着许多享有卓越声誉的奖项。例如，有代表优秀的音乐，游戏（包括视频游戏），漫画，喜剧，剧院，电视，电影，舞蹈和魔术等奖项。但体育奖项取决于客观结果和技能，而不是娱乐价值。
- 装在盒子里的35毫米胶片 。
- 人们在音像店购买音乐。（1988年摄于德国）
- 一张印有电子条形码的门票。（2005年摄于巴伦西亚）

## 建筑

### 为娱乐而生的建筑
将特制的建筑作为娱乐场所来接纳观众，由此产生了许多著名的、富有创新性的建筑，其中最著名的是劇場。对于古希腊人来说，“剧院在建筑设计上的重要性反映了他们对社会共同体的重视，这在剧院建筑的高大方面、在对剧院建筑设计投入的工作方面以及在对剧院建筑细节的关注上表现得尤其明显。” 罗马人后来建成了以竞技场而闻名的椭圆形体育场。在现代，一些大型的娱乐建筑为他们的城市和设计师带来了名气。例如世界遗产悉尼歌剧院；伦敦的娱乐区O₂，包含室内舞台，音乐俱乐部，电影院和展览空间；德国的拜罗伊特节日剧院是为一些特定的音乐作品而设计和建造的剧院。
场馆设计在考虑大批观众时两个最主要建筑问题是出口速度和安全性。清场的速度对于舒适性和安全性来说都很重要，因为大量人群需要很长时间才能从设计不良的场地驱散，因而产生了安全风险。希尔斯堡惨案就是一个例子，表明不好的建筑设计可能导致观众死亡。视线和声学也是大多数剧场的重要设计考虑因素。
在21世纪，娱乐场所，尤其是体育场馆，“很可能成为主要建筑类型之一”。然而，他们需要“全新的方法”进行设计，因为他们需要成为“复杂的娱乐中心，多种体验场所，能够以多种方式享受。” 因此，建筑师现在必须设计“有着两种截然不同的功能，如体育和娱乐中心主持现场观众，以及作为体育和娱乐工作室服务于远程观众的观看和收听需求”。
- 罗马斗兽场（公元70–80年）罗马的大众娱乐场所
- 巴黎歌劇院的大厅（巴黎1875年），是世界上有影响力的建筑
- 里约热内卢的馬拉簡拿運動場，1950年落成时是世界上可接纳人数最多的体育场
- 伦敦O₂娱乐区的千禧巨蛋（2007年）

### 作为娱乐的建筑

迪士尼乐园中的不正宗城堡

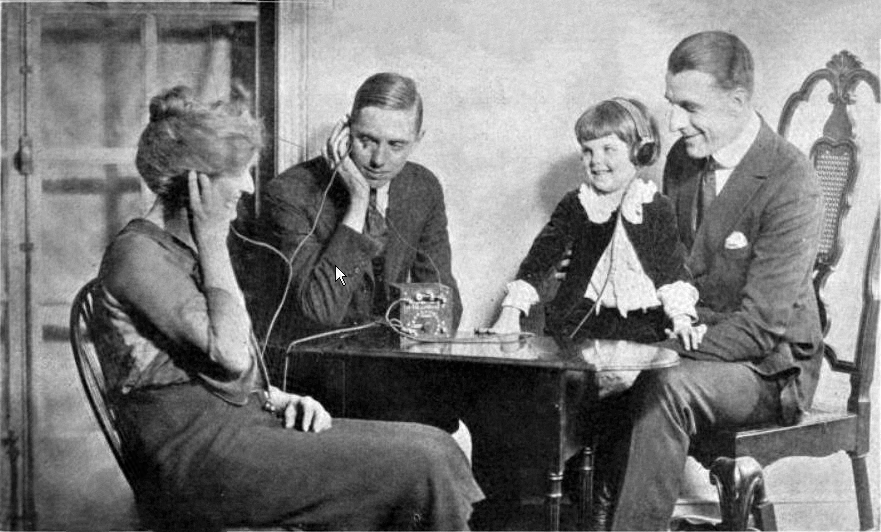
杂志刊登矿石收音机广告（1922）

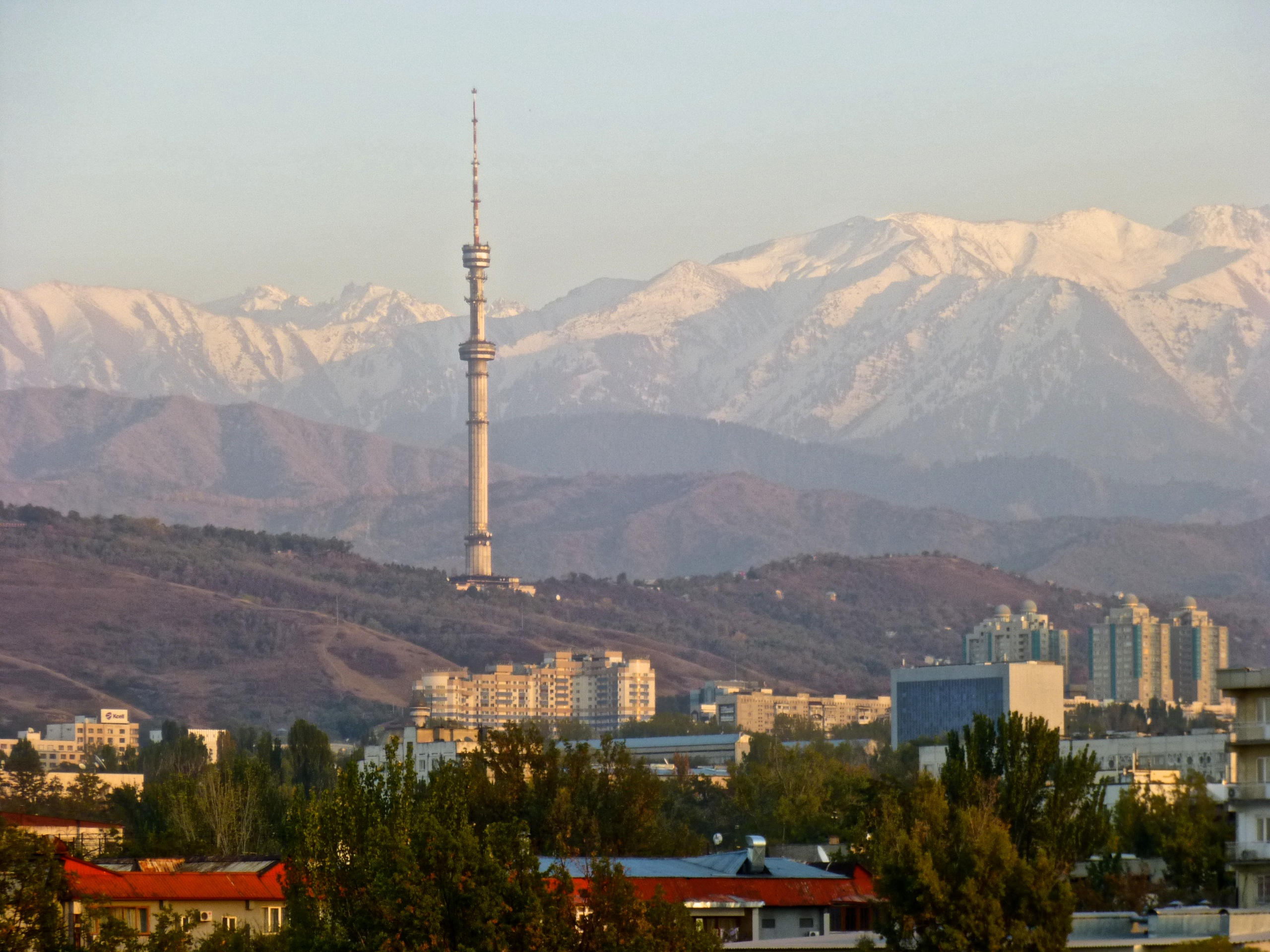
阿拉木圖电视塔， 哈萨克斯坦（1983年建造）

那些挑战设计或建造的极限的建筑师们有时会造出一些本身就具有娱乐性的建筑物，它们超出了公众和顾客的预期，又有卓越的美学价值。诸如法蘭克·蓋瑞设计的毕尔巴鄂古根海姆美术馆就属于这一类建筑，它本身既是旅游胜地，又是重要的世界性博物馆。其他看似有用的建筑实际上是愚蠢的， 刻意为了装饰的目的而建造， 未曾考虑过实用性。
在另一方面，某些建筑在为娱乐而设计的同时，也试图掩饰其功能性。在旅游产业中，就有一些純粹为观赏而翻新的建筑，实际上不能够用于其看上去的用途。它们仅仅是为了增添游客的文化体验而重新设计的。建筑、历史、甚至一些神圣的空间也会被做成用以购买的文化商品。如此蓄意设计的旅游景点将建筑和它本来的历史相割裂，导致“正宗史迹和那些娱乐场所或主题公园的区别变得难以定义”。这一类的例子有承载严肃内战历史的托莱多城堡保护区、由奴隶地堡转变为旅游景点的加纳海岸角城堡、以及利比亚的土著文化。游乐园的一些特意建造的建筑往往只是体现了游乐园本身的主题，难以原汁原味地展现并发挥相应功用。

## 电子媒体发展的影响

### 全球化
到了二十世纪下半叶，电子传播媒体的发展令向全球大众提供娱乐产品成为可能。技术使人们能够看到、听到并且参与进所有人们熟知的娱乐形式，例如故事、戏剧、音乐、舞蹈，无论他们身在何处。
随着微型化技术的不断发展， 卡式磁带或光盘等数据存储设备的进化也促进了娱乐技术的快速发展。计算机化和条形码的开发也使得购票变得更便捷，不再局限于地域。

### 衰退
在20世纪40年代，收音机是家庭娱乐和信息传递的电子媒介。 到了20世纪50年代，作为新的媒介， 电视开始在全球范围内快速普及，并给人们以视觉娱乐；一开始只有黑白电视，后来又衍生出彩色电视。 20世纪70年代， 电子游戏出现了；接着，人们开始可以在便携的移动设备上玩电子游戏；20世纪90年代，大型网络游戏逐渐风靡。
通过娱乐产品，人们开始能够对传统的娱乐进行个性化的设定。不仅可以选择自己想要的娱乐产品，例如一首歌曲，一部电影，或者一个游戏；更可以选择在何时何地来体验。“便携式的媒体播放器逐渐普及，电脑成为更主流的电影消费途径”，在这两个因素的共同作用下，大众的观影方式发生了重大的改变。
电子娱乐的兴起产生了一些显著影响，其中之一就是记录和存储方式的迅速衰退。电子媒体掀起的改革十分迅猛，电视就是一个很好的例子，在仅仅一代人的时间里，作为接收娱乐产品的标准媒介，电视从无人知晓的新奇之物，逐渐普及成为普遍媒介，最后渐渐被其他媒介替代。
曾有人预测：到2011年，超过百分之三十的美国家庭会拥有一部Wii游戏机。相比下，“在1953年，同样有百分之三十的家庭拥有一台电视机”。 有些人认为：到21世纪10年代后半叶，网上娱乐会完全替代电视——但事实并非如此。
所谓的“數字化革命”构建了一个跨国市场，所有人都希望跟上这场革命的步伐，这也为政府机构、商业机构、各行业、和个人都带来了不少的麻烦。 此后，甚至连运动场馆都将与电视竞争，通过为观众“……提供舒适且安全的环境，以及几乎不间断的视听信息和娱乐内容”，来和电视媒体争夺受众。但这一转变受到一些不稳定因素的影响，这可能包括一些公共场所对电视的依赖，例如医院和疗养院等；在这些地方，电视被视作一项对病人和居住者来说不可或缺的娱乐服务，除非这些地方有网络覆盖，否则电视在这类场所不会被取代。同时，整个社会“专业的”演艺人员的传承从未间断，这表明传统娱乐依然在被传承。

### 融合
21世纪10年代，数字记录代替了模拟记录，并且所有的电子娱乐形式都开始了技术融合。 这种融合给电影产业带来了挑战。此前，“一部影片是否成功，取决于它在上映后首周末的票房表现。而如今，除了在影院的票房表现，一部影片还会通过一系列其他的发行方式，例如DVD，按次付费电视，光纤视频点播在吗，以实现其利润最大化。” 电影产业的一个转变就是，一些影片开始选择视频网站作为自己的首发阵地。媒体融合不仅仅是技术上的融合，也是文化的融合，更是“一个为保护企业、政策机构和其他团体利益而经过深思熟虑得出的决策”。 这一融合在文化层面导致了全球化和文化帝國主義。
随之而来的还有粉絲文化和交互式故事讲述、跨媒体制作的发行渠道，并且催生出了一系列全新的交易模式。 “如今的观众可以通过多样的方式接收影音信号，例如地面电视，卫星电视，有线电视，还有互联网”，这一改变也影响到了娱乐收入，以体育场为例，现代的体育场需要从设计上考虑，如何可以使现场观众和电视观众都能够通过各种不同的方式对体育赛事进行互动，比方说，观众们能够“观看精彩回放，查看比分数据”，“订购门票，购买衍生产品”，几乎“不分昼夜，在任何时候可以获取体育场的资源信息”。
电视的出现改变了娱乐产品的成本，丰富了娱乐产品的内容。娱乐产品的质量及其传播方式也随之发生了变化。同样地，网上娱乐的融合也带来了类似的变革。举个例子，与以往的商业化制作不同，现今的一些内容产品是根据用户需求定制的，这些“网络受众导致了节目制作的衰退”。 个人和企业都能在影片分享网站上传播自己制作的内容产品；不论是个人的独立创作，还是公司的商业化制作，这些娱乐内容都被大众平等地接受和观看。
随着科技的发展，人们对娱乐产品的需求日益增加，娱乐产业的成交速度也加快了。但与此同时，某些内容的娱乐形式却相对保持了稳定；无论是讲故事，音乐，戏剧，舞蹈，还是游戏，这些娱乐形式在本质上其实和几个世纪前的娱乐形式相差无几。